# Сино-Тибетские горы

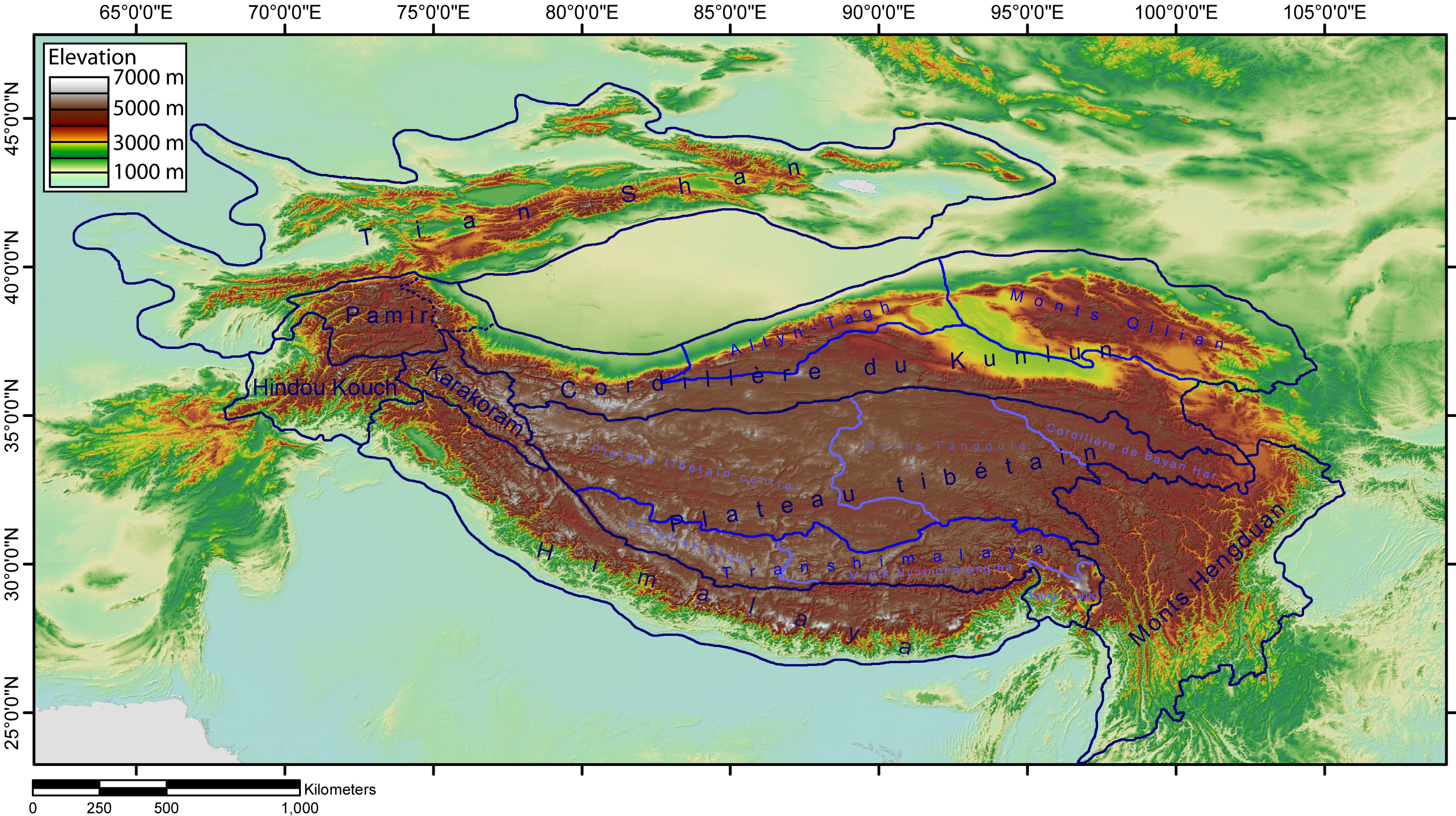
Приблизительная территория Хэндуаньшаня

Си́но-Тибе́тские го́ры, или Сычуаньские Альпы, или Хэндуаньшань (кит. упр. 横断山脉, пиньинь Héngduàn Shānmài, буквально: «поперечно разломанные горы») — условно выделяемый горный регион в Китае, расположенный в пределах Тибетского нагорья. Длина около 750 км (от верховий Хуанхэ на севере до среднего течения Янцзы), ширина до 400 км. Самая высокая точка — гора Гунгашань (7556 м). Высота гор уменьшается с севера на юг. По юго-западной части гор проходит граница между Китаем и Мьянмой.
Сино-Тибетские горы не являются чётко обособленной орографической областью, а скорее представляют собой сильно расчленённую окраину Тибетского нагорья на границе с Сычуаньской впадиной. Состоят из нескольких хребтов, которые разделены глубокими долинами рек Салуина, Меконга, Янцзы и их притоков (глубина ущелий достигает 3000 м).
Горы очень сейсмичны, по их восточному краю проходит разлом Лунмэньшань, в котором находился эпицентр Сычуаньского землетрясения 2008 года.
Являются одной из глобальных «горячих точек» биоразнообразия.
Территория, занимаемая Сино-Тибетскими горами, примерно совпадает с историко-культурным регионом, известным как Кам. В Сычуаньских Альпах зародился даосизм.

## Границы

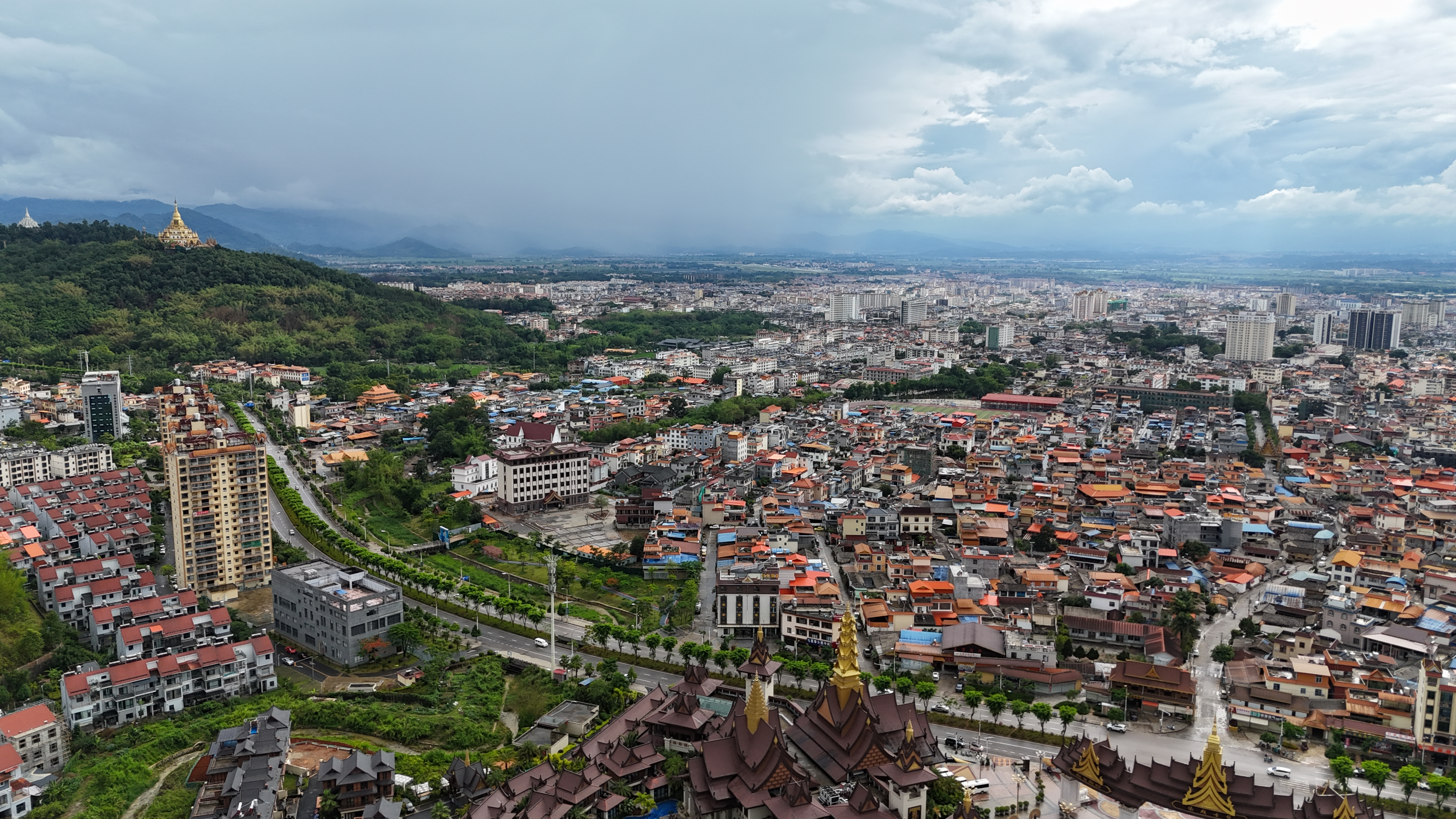
Городской уезд Манши. Разлом Жуйли.

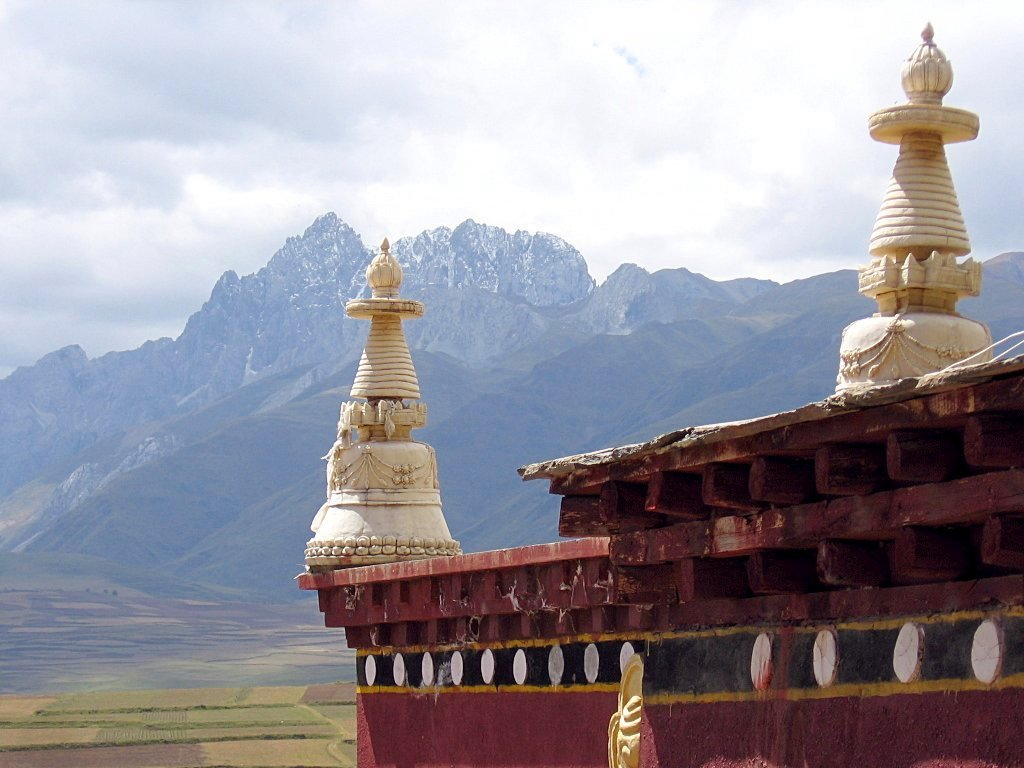
Монастырь Гардзе у северного края Сино-Тибетских гор

Сино-Тибетские горы на геологических картах не просматриваются, потому что по большей части расположены в пределах трёх крупных террейнов Тибетского нагорья, получивших названия: Лхаса, Цзянтан и Сунпань-Ганьцзы (Баян-Хара). Данные террейны простираются от Каракорумского разлома до стыка с Южно-Китайской платформой, Индокитайским блоком и блоком Сибумасу.
Террейн Лхаса ограничен с юга сутурой Индус-Цангпо, продолжение которой, развернувшись в междуречье Мали и Нмай, выходит через Мьичину к разлому Сагаин. Юго-восточной окраиной террейна Лхаса является блок Тэнчун. Между ним и блоком Сибумасу находится разлом Жуйли. Рубеж между террейном Сунпань-Ганьцзы и Южно-Китайской платформой проходит по одному из надвигов, расположенных юго-восточнее впадины Яньюань или к северу от неё. Авторы, допускающие существование Сычуань-Юньнаньского блока, проводят юго-восточную тектоническую границу Тибетского нагорья по разломам Даляншань и Сяоцзан, являющихся частью более протяжённой разломной зоны. Это тот случай, когда города Сичан и Паньчжихуа оказываются внутри Тибетского нагорья. За восточную окраину Тибетского нагорья геологи принимают складчато-надвиговый пояс Лунмэньшань и гору Эмэйшань. Сложнее обстоит дело с определением принадлежности северного сегмента Лунмэньшаня и маленького террейна Bikou, которые были связаны с орогеном гор Циньлин ещё до формирования Тибетского нагорья.
Хэндуаньшань выделяется на картах геоморфологического районирования Китая, но как регион в составе Тибетского нагорья. При определении территории Тибетского нагорья географы ориентировались на высоту от 4000 метров и наличие альпийского пояса. Вдающиеся далеко в горы глубокие долины рек были проигнорированы.
Географы отсекли от Тибетского нагорья оконечность хребта Гаолигуншань к югу от уезда Лушуй, хребет Юньлин южнее горы Лаоцзюньшань, хребет Лунмэньшань к северо-востоку от его главной вершины, горы Цзюдиншань, и частично восточные отроги хребта Миньшань. Граница нагорья пересекает округ Лицзян в районе горы Юйлунсюэшань. Далее она окаймляет с юга впадину Яньюань и с востока хребет Дасюэшань, оставляя с внешней стороны центр Сичана, хребты Даляншань и Сянлин. У западной окраины Сычуаньской впадины геоморфологическая и тектоническая границы нагорья сближаются. Границу Сино-Тибетских гор с другими регионами Тибетского нагорья проводят в основном по картам геоморфологического районирования Китая. Она огибает с востока и юга осадочный бассейн, расположенный между хребтами Миньшань и Баян-Хара-Ула, по которому протекает река Хуанхэ. Затем идёт немного севернее административного центра Гардзе до впадины разломной зоны. Достигнув по ней русла Янцзы, вскоре поворачивает на юго-запад, повторяя административную границу Юйшу-Тибетского автономного округа с округом Чамдо. Дугообразная граница Сино-Тибетских гор и Трансгималаев лежит севернее озера Жаньу (Ranwu). Само озеро вместе с верховьем Лухита (Дзаю-Чу) отделяет Хэндуаньшань от хребта Kangri Garpo, помещаемого китайскими географами в регион Гималаев. Юго-западный предел Сино-Тибетских гор направлен от озера Жаньу к долине реки Нмай, пересекает по пути китайско-бирманскую государственную границу в окрестностях самой северной точки Мьянмы.
Территорию, заключённую между по-разному очерченными границами Тибетского нагорья в целом и Сино-Тибетских гор в частности, некоторые авторы называют их переходной зоной.

## Рельеф
В составе Сино-Тибетских гор выделяют несколько крупных хребтов, обособленных друг от друга глубокими долинами рек.

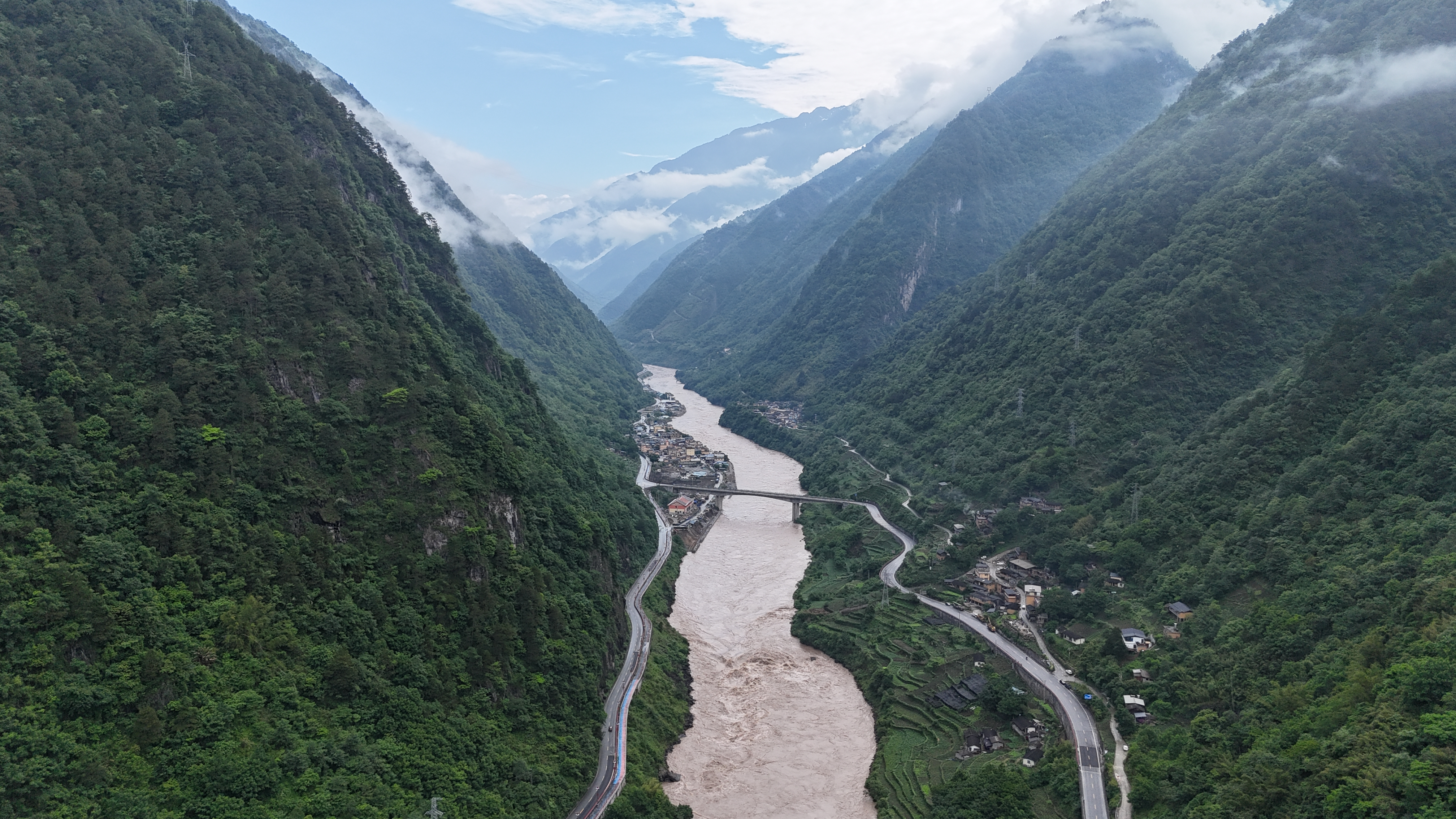
Долина Салуина

- Восточная часть хребта Dandalika Shan, разделённого между Гималаями и Сино-Тибетскими горами;
  - Долина Дулунцзяна (верховье бассейна Иравади)[21];
- Примыкающая к Трансгималаям горная цепь, состоящая из хребтов Башёла-Лин и Гаолигуншань;
  - Долина Салуина;
- Горная цепь, включающая хребты Таняньтавэньшань (Taniantawen Shan) и Нушань;
  - Долина Меконга;
- Часть хребта Русского Географического Общества в пределах округа Чамдо, цепь хребтов Нинцзиншань и Юньлин;
  - Долина Янцзы;
- Хребет Шалулишань (включает Чолашань);
  - Долина Ялунцзяна;
- Хребет Дасюэшань;
  - Долина Дадухэ;
- Хребет Цюнлайшань;
  - Долина Миньцзяна;
- Хребет Миньшань;
- Хребет Лунмэньшань, по крайней мере его часть[3][18][22][23][24][25].

Нет единого мнения о принадлежности к Сино-Тибетским горам менее высоких хребтов — Лунаньшаня, Сянлина и Даляншаня — расположенных на переходе к Юньнань-Гуйчжоускому нагорью.
Некоторые из основных хребтов включают массивы и хребты меньших размеров, например Сянлин делится долиной реки Дадухэ на Дасянлин и Сяосянлин.
Большинство хребтов преодолевает высоту 5000—6000 метров. К 2007 году около 25 вершин-шеститысячников оставались непокорёнными, некоторые из них: Мукунсюэшань (Mukong Xueshan, 6005 м), что расположен на хребте Башёла-Лин, Кавагэбо (6740 м) на хребте Мэйлисюэшань, который является сегментом хребта Нушань, священный Damyon (6324 м) и Dungri Garpo (6090 м) в составе хребта Таняньтавэньшань. Среди гор, имеющих высоту более 5000 метров, известны: Yala или Zhara Lhatse (5820 м), Юйлунсюэшань (5596 м), Сюэбаодин (5588 м) и другие.

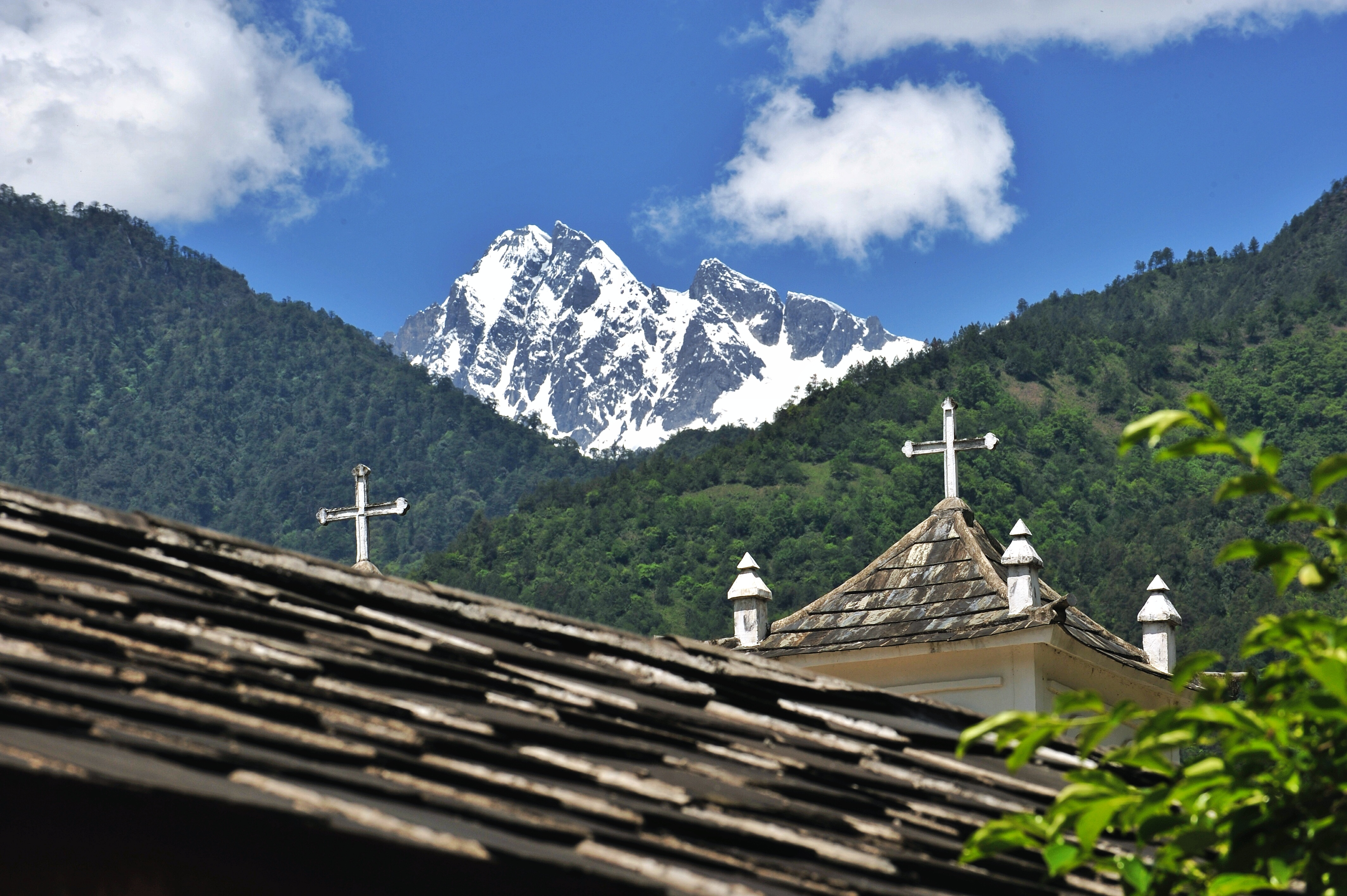
Гаолигуншань
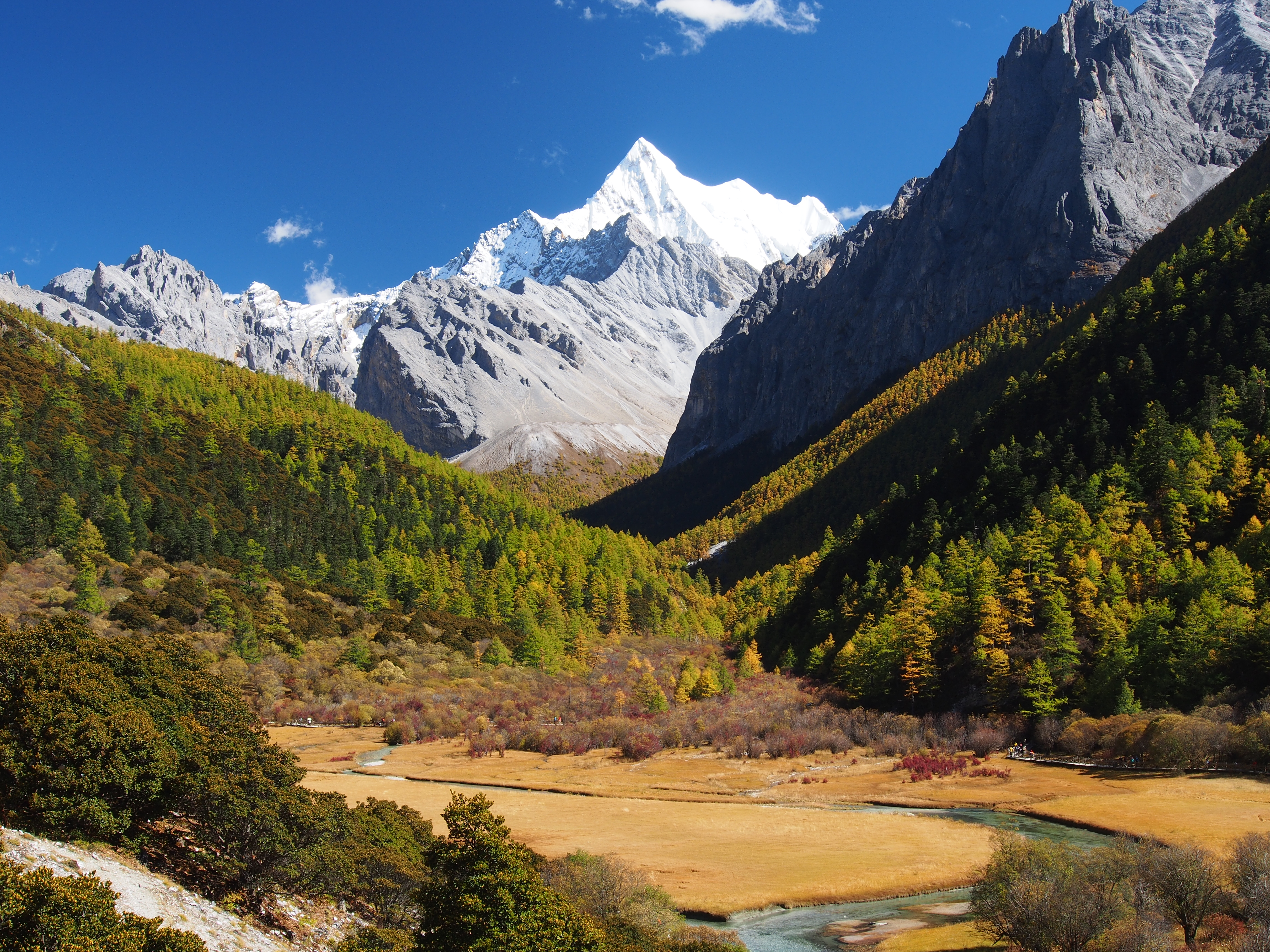
Шалулишань (пик высотой 5958 м)
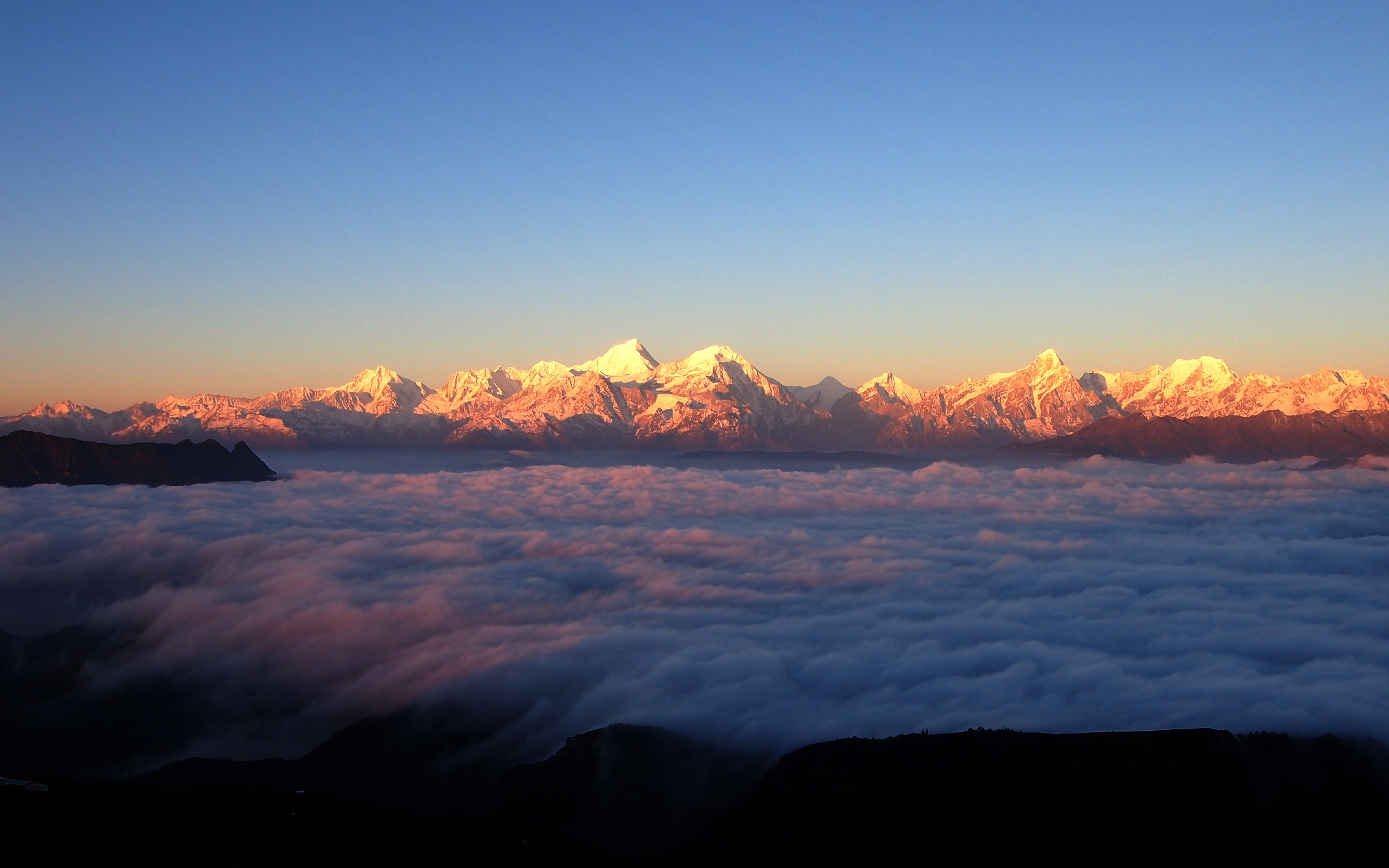
Дасюэшань (гора Гунгашань)
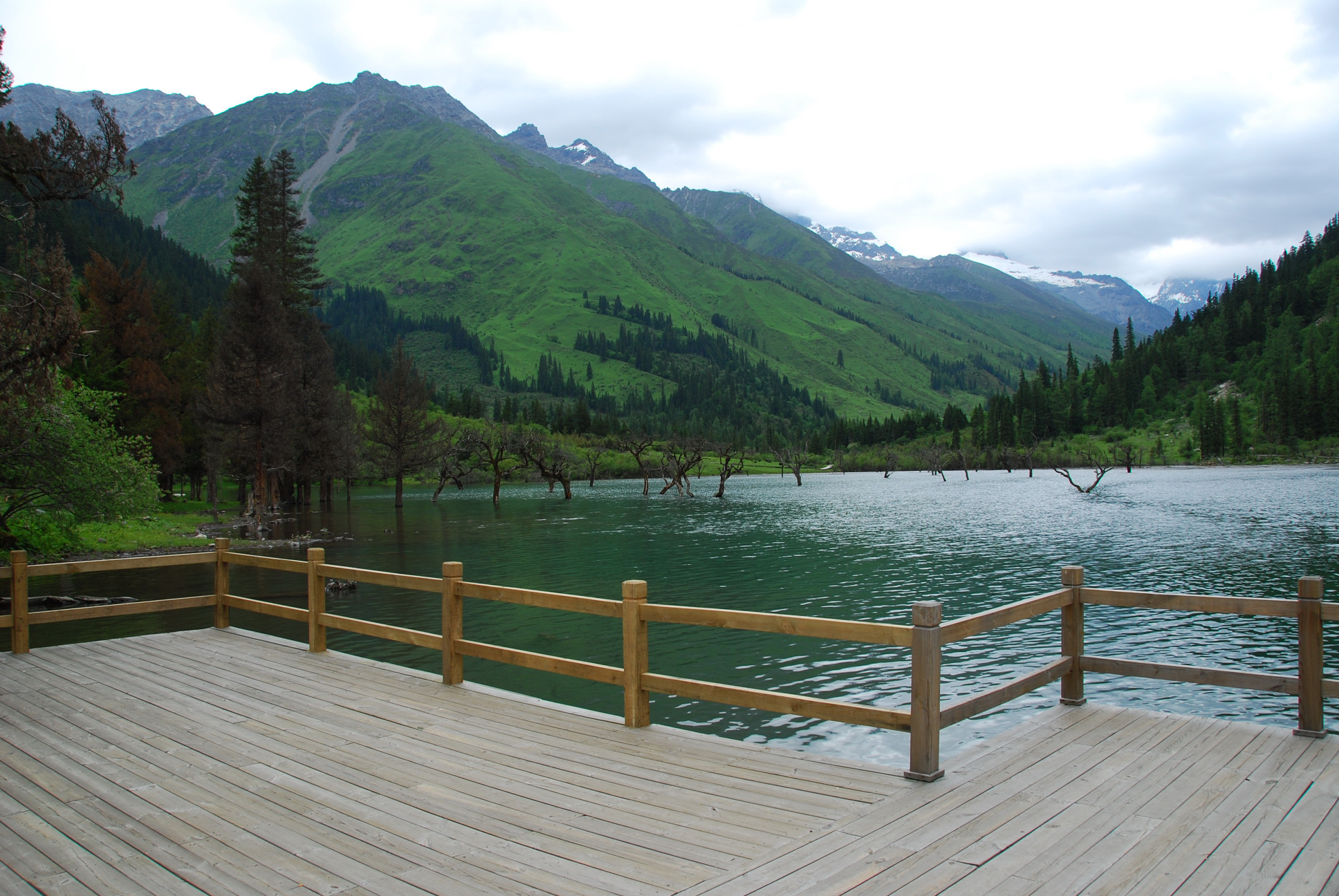
Цюнлайшань
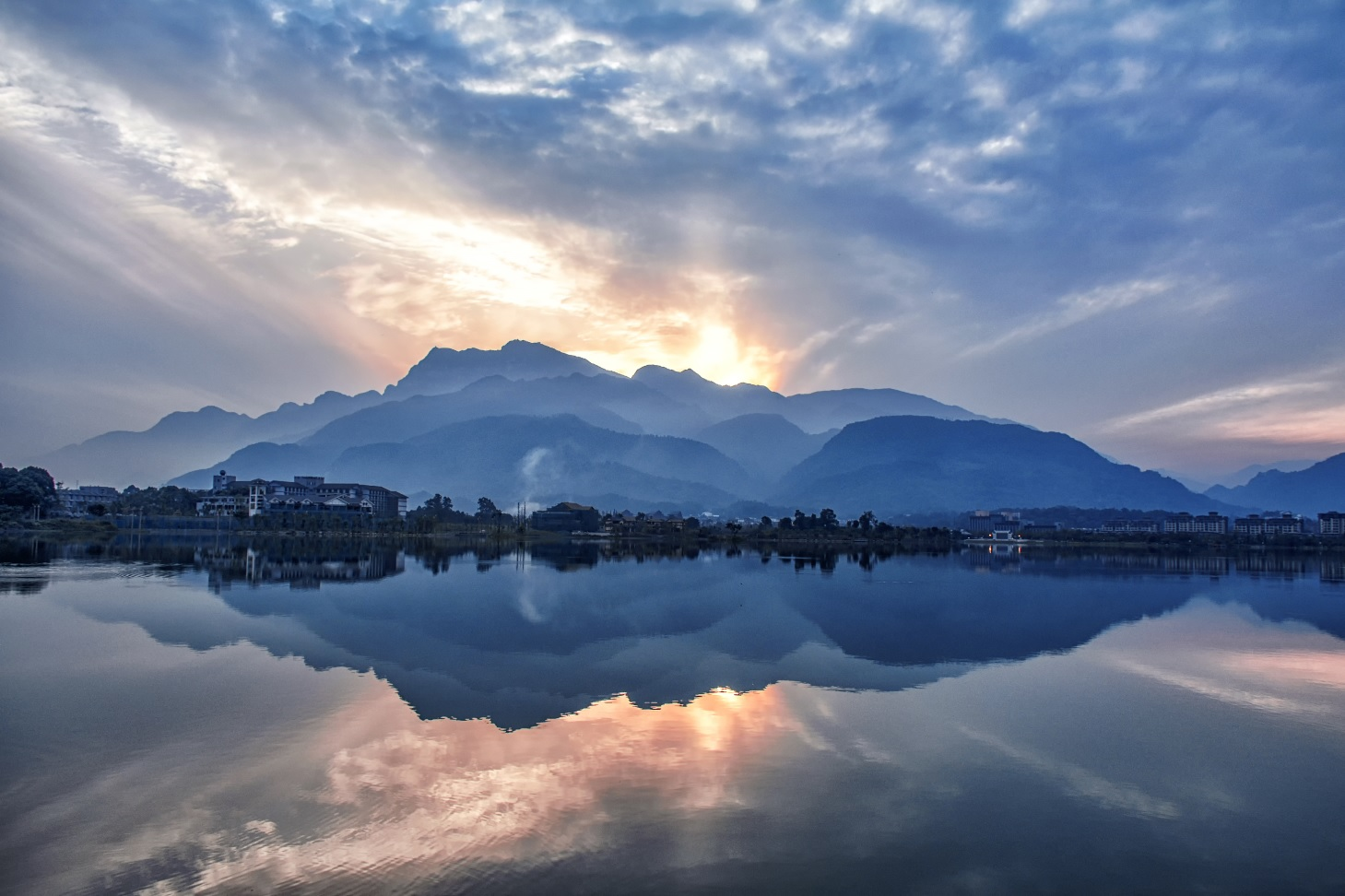
Сянлин (гора Эмэйшань)

## Гидрология

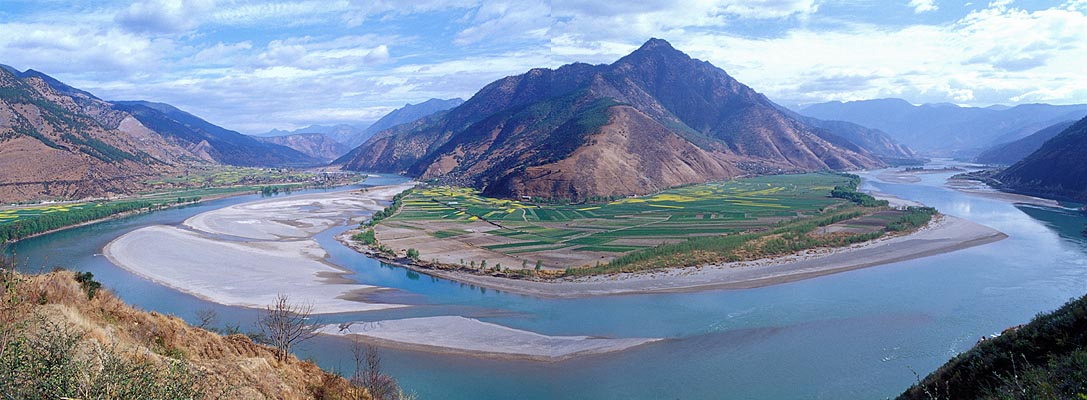
Янцзы

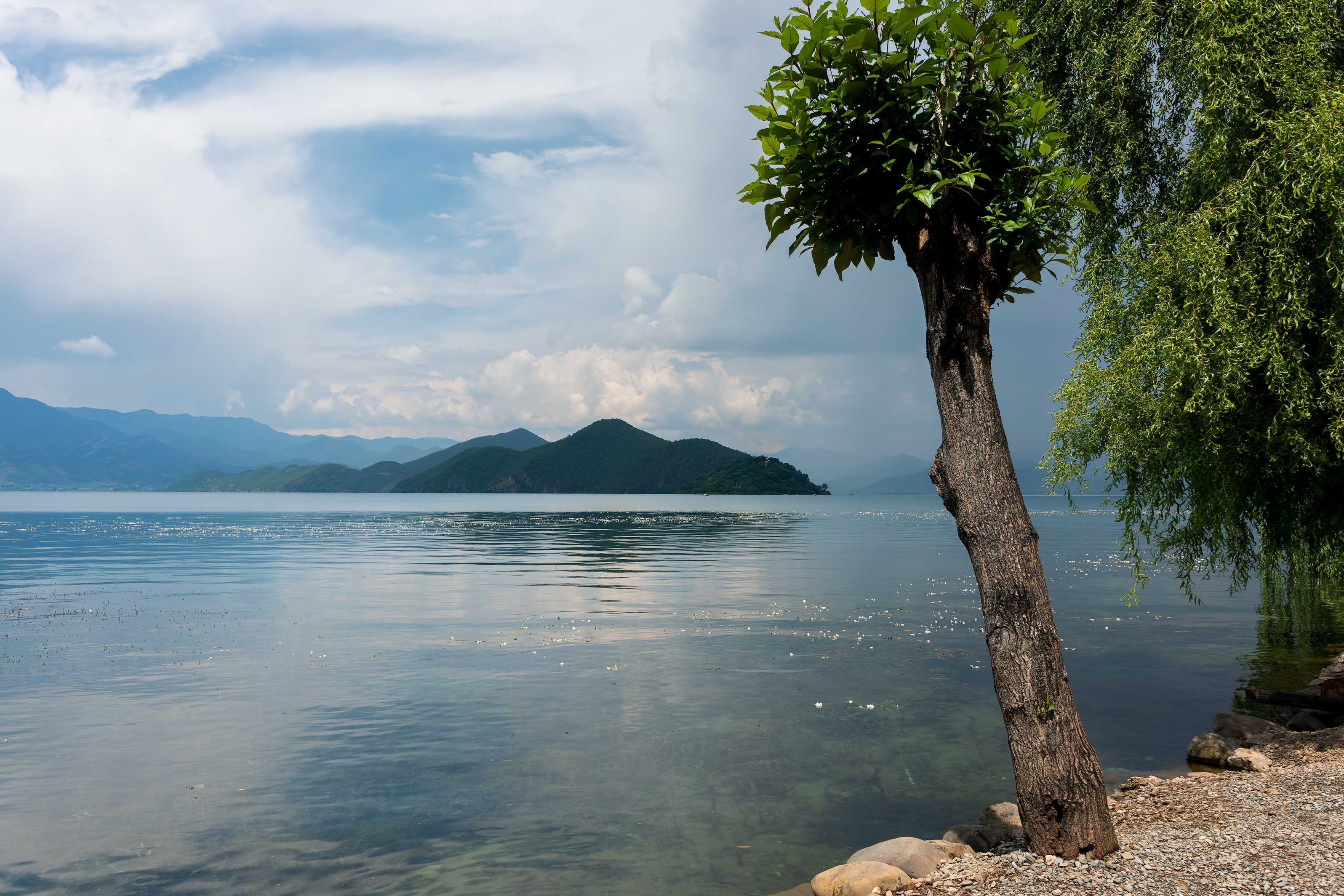
Озеро Лугуху

Территория Сино-Тибетских гор относится к водосборным бассейнам Индийского и Тихого океанов. Водораздел между ними проходит по хребту Нушань. Реки Ганг, Иравади и Салуин впадают в Индийский океан. Устья Меконга, Янцзы и Хуанхэ расположены на побережье Тихого океана. Непосредственно через рассматриваемую горную систему протекают реки: Салуин, Меконг и Янцзы, верховье которой получило название Цзиньшацзян. Янцзы — самая длинная река Евразии, входящая в пятёрку наиболее водоносных рек мира. Бассейн Янцзы в пределах Сино-Тибетских гор делится на бассейны её крупных притоков: Ялунцзяна, Миньцзяна и Цзялинцзяна. В Миньцзян впадает Дадухэ, а река Байлунцзян является притоком Цзялинцзяна.
Ганг связан с Сино-Тибетскими горами через Брахмапутру верховьем реки Лухит.  Иравади собирает воду с западного макросклона хребта Гаолигуншань. Вода с северной окраины Сычуаньских Альп стекает в Хуанхэ. Судя по карте геоморфологического районирования Китая 2019 года, регион Сино-Тибетских гор не пересекает русло Жёлтой реки, впрочем существует альтернативный взгляд на северную границу этой горной системы, в соответствии с которым она достигает излучины Хуанхэ недалеко от хребта Миньшань.
В регионе находятся многочисленные озёра. Большинство из них глубокие с холодной водой. Водоёмы, расположенные на высоте 1500 — 2200 м, используются водоплавающими птицами для зимовки. Имеются ввиду озёра: Эрхай, Цзянху, Чэнхай и другие. Часть высокогорных озёр питается от тающих ледников. В Сино-Тибетских горах есть 3235 ледниковых озёр суммарной площадью около 256 км². Крупными высокогорными озёрами являются: Лугуху, Напахай, Лашихай и Ман-Цо.

## Климат
В районе Сино-Тибетских гор субтропический муссонный климат западной окраины Сычуаньской котловины резко переходит в континентальный климат Тибетского нагорья. Горы и долины оказывают на климат барьерно-коридорный эффект.
Влажные летние муссоны направлены из Индийского и Тихого океанов. Летний сезон дождей продолжается усреднённо с мая по октябрь. В этот период выпадает 75—90 % от годовой суммы осадков. Зимний сухой муссон дует с континента в океаны. За весь год выпадает от менее 500 мм осадков в сухих долинах до более 1700 мм на открытых к летним муссонам окраинах горной системы. В ущелье реки Дулунцзян количество осадков возрастает до 4000 мм. Климат зажатых между хребтами долин подвергается влиянию сухих ветров, называемых фёнами.
Снеговая линия залегает на высоте 4800—5200 метров. Площадь ледников в горах достигает около 1299 км², и она быстро сокращается. 

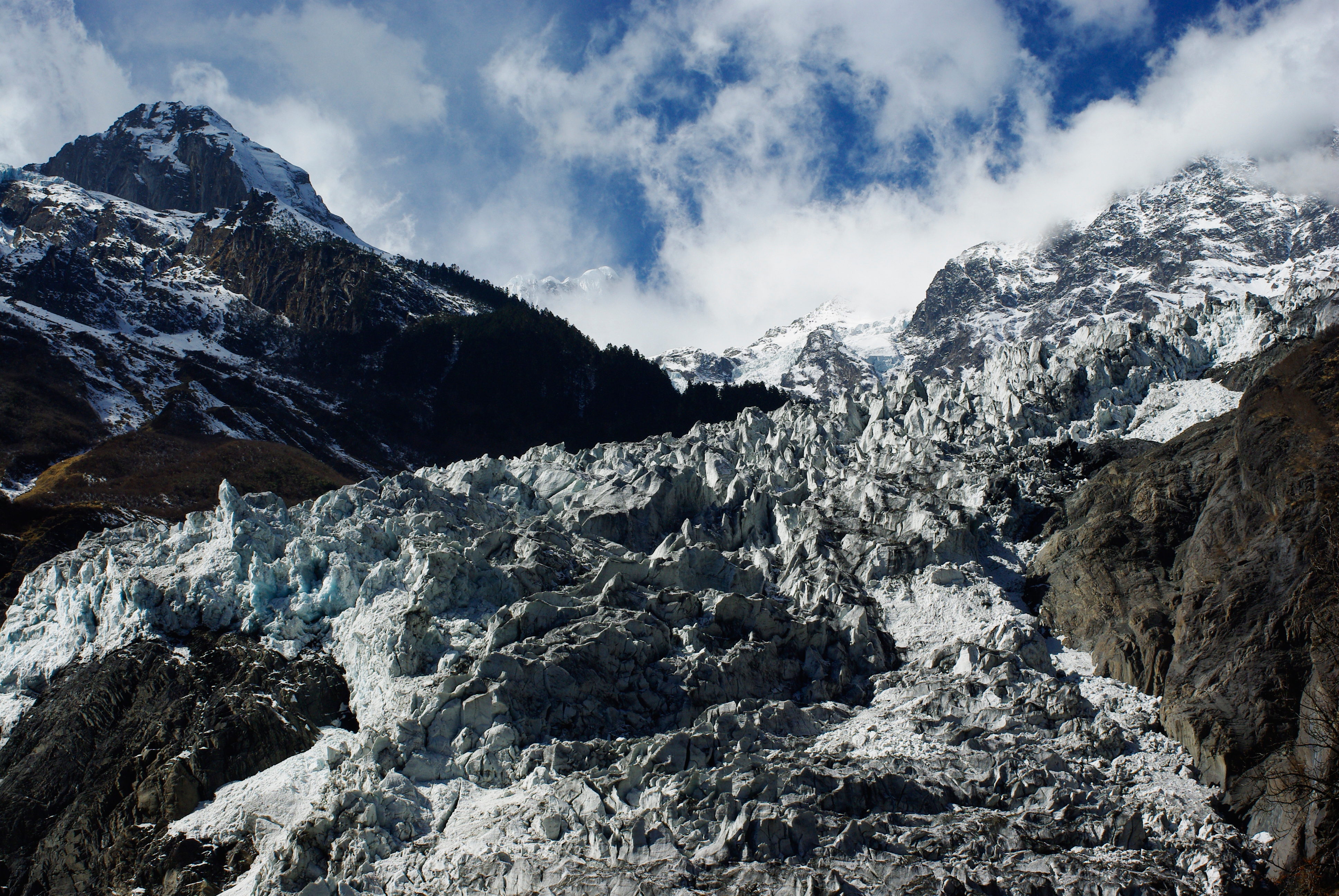
Ледник на хребте Нушань
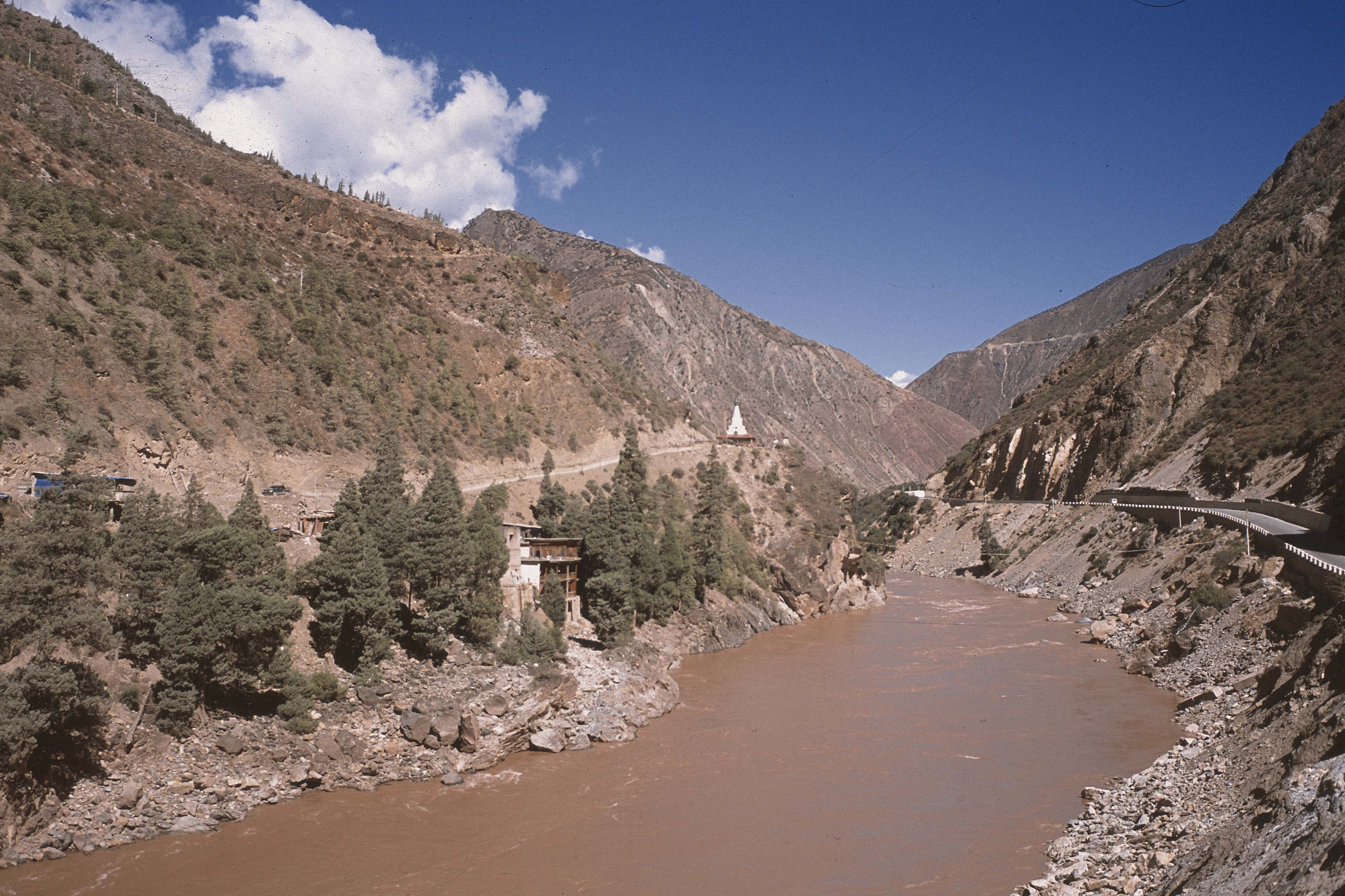
Сухая долина Меконга

## Растительный мир

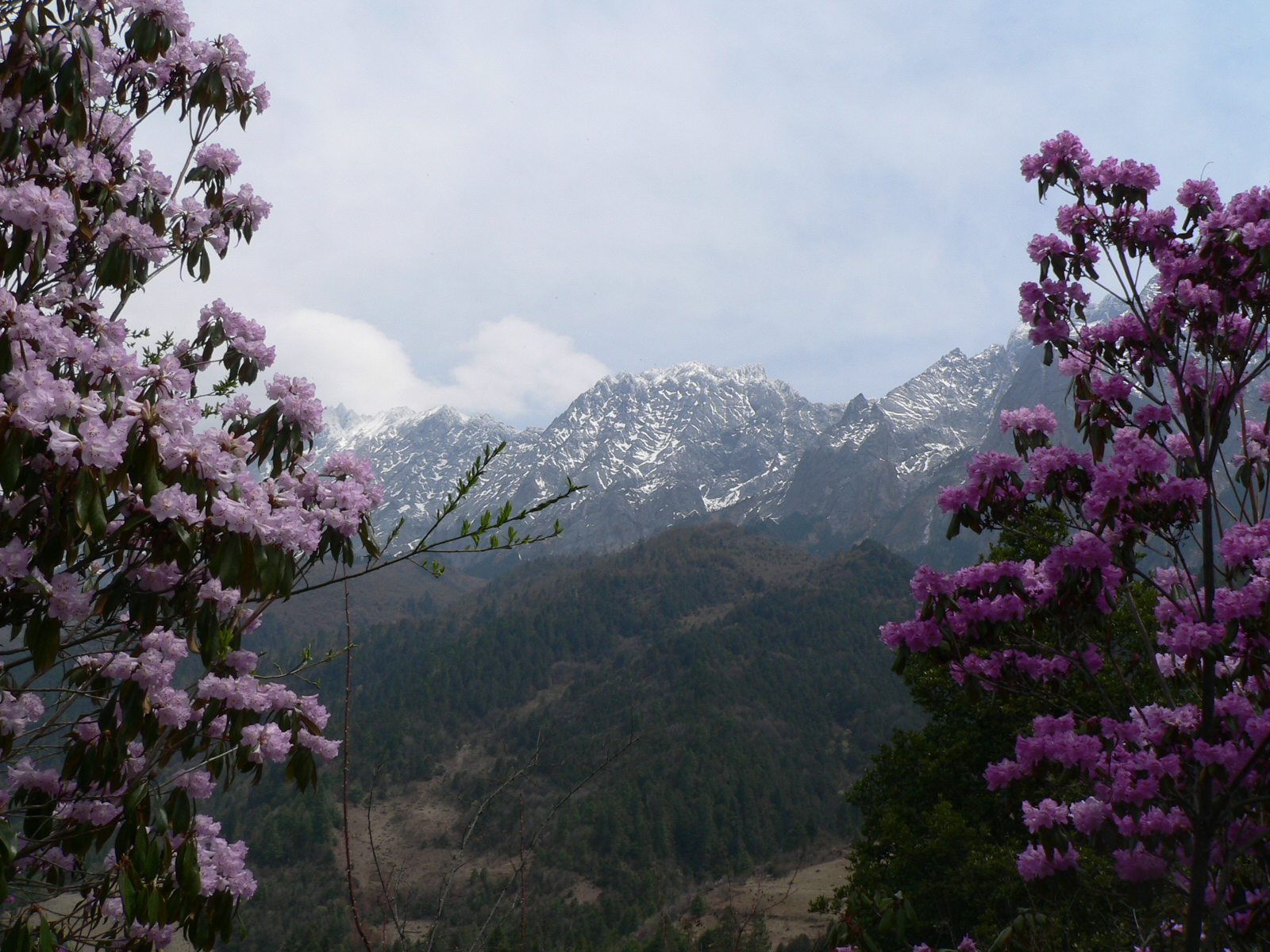
Рододендроны

Сино-Тибетские горы признаны одной из глобальных «горячих точек» биоразнообразия. В их пределах обитает 8439 — 12 800 видов сосудистых растений. Подсчёты велись для территорий площадью 390 000 — 500 000 тыс. км². Даже урезанные в размере они опережают Гималаи по богатству рододендронов (280 видов). Ива представлена здесь более чем 120 видами.
Эндемиками Сино-Тибетских гор являются многие виды растений, среди которых есть: пальма (Trachycarpus princeps) и несколько представителей рода Tibetia. Растущая в субтропических вечнозелёных лесах листопадная шелковица (Morus notabilis) встречается только в Сино-Тибетских горах и на Юньнань-Гуйчжоуском нагорье. Считавшийся эндемичным местный вид бука (Fagus chienii) конспецифичен более распространённому Fagus hayatae.
Растительный покров данного горного региона разбит на 26 типов высотных поясов, 7 из которых являются базовыми. Схемой высотной поясности не охвачены тропические сезонно-дождевые и муссонные леса, достигающие южной окраины Гаолигуншаня в переходной зоне Сино-Тибетских гор, которые сложены фикусом, хукразией (Chukrasia tabularis) и шореей.

### Субнивальный и альпийский пояса

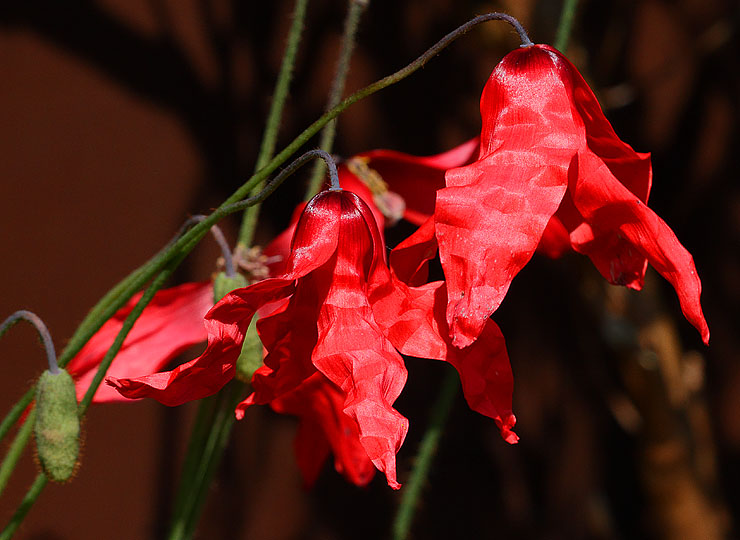
Meconopsis punicea

Эти горы покрыты старейшей на Земле альпийской растительностью, непрерывно существующей около 30 млн лет. Альпийская флора Сино-Тибетских гор и Гималаев самая богатая в мире. В Сино-Тибетских горах обнаружено более 3000 видов сосудистых альпийских растений, что сопоставимо с Парамосом в тропических Андах, из них 942 вида найдено в субнивальном поясе. Растения субнивального пояса часто принимают подушковидную форму. 
Сино-Тибетские горы являются центром распространения и разнообразия многих родов альпийских трав: меконопсиса, первоцвета, мытника, хохлатки, горечавки,  борца, живокости, кобрезии, соссюреи, анафалиса, камнеломки, проломника, песчанки, родиолы… Сотни видов — эндемики. К эндемичным родам относится Baimashania. Общими с Гималаями эндемиками являются Chionocharis, Przewalskia и другие роды растений. На лугах цветёт немало декоративных трав: Meconopsis punicea, Meconopsis rudis, мак голостебельный, ревень Александры, Incarvillea compacta, ирис Потанина…

### Субальпийский пояс

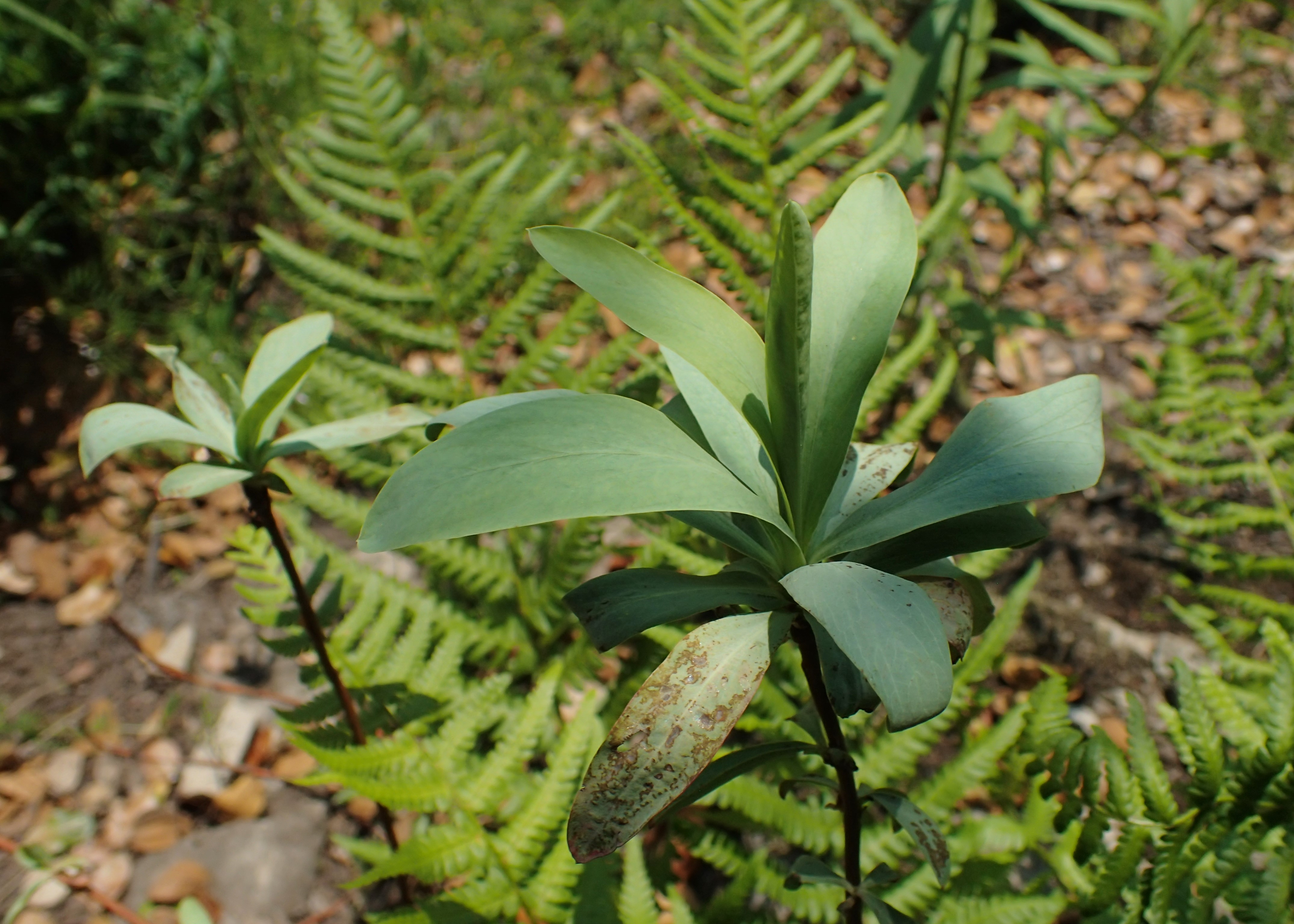
Sibiraea angustata

Субальпийский пояс обычно проводят от линии деревьев вниз, до границы горно-лесного пояса, что отражено не во всех научных публикациях. Растительность пояса подразделяется на субальпийские луга, кустарниковые сообщества и субальпийские леса.
Границу леса и редин на высоте более 3500 — 4000 м замыкают: пихта, ель пурпурная, лиственница Потанина и несколько видов можжевельника, в частности Juniperus convallium. Можжевельник предпочитает южные солнечные склоны, а пихта выбирает теневые северные.
Заросли кустарников изобилуют видами рододендрона (Rhododendron nivale, Rhododendron watsonii, Rhododendron orbiculare и др.), отличающимися многообразием окраски цветов. Кроме того, распространены: можжевельник (Juniperus pingii), ива, рябина, барбарис, жимолость, сибирка, лапчатка и спирея (монгольская, альпийская)… Во внутренних районах встречается карагана гривастая. 
Во избежание повторного перечисления названий некоторых альпийских растений следует уделить внимание другим обитателям субальпийских лугов, в список которых входят: мятлик, овсяница, горец, осока, бузульник, сердечник, астрагал и Cremanthodium. Реликтовая мандрагора (Mandragora caulescens), является тетийским элементом местной флоры.

### Высокогорные лесные пояса

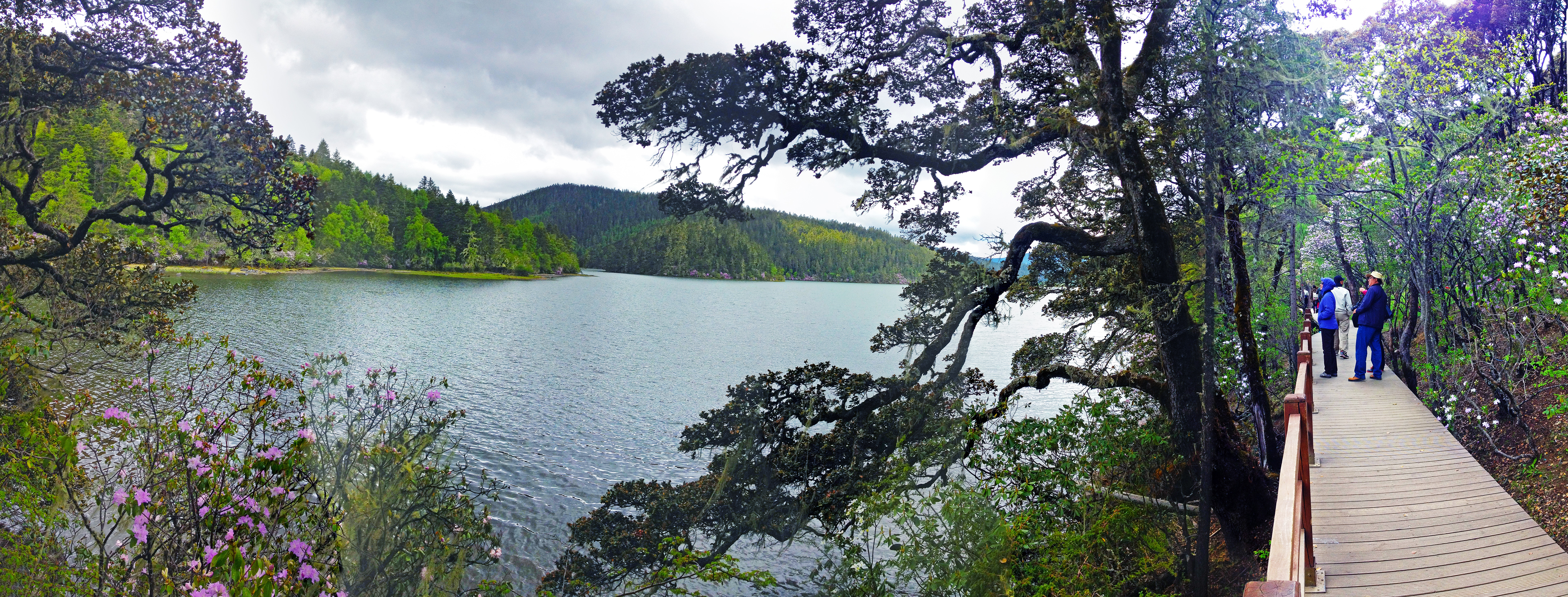
Вечнозелёные дубы на берегу озера Битахай

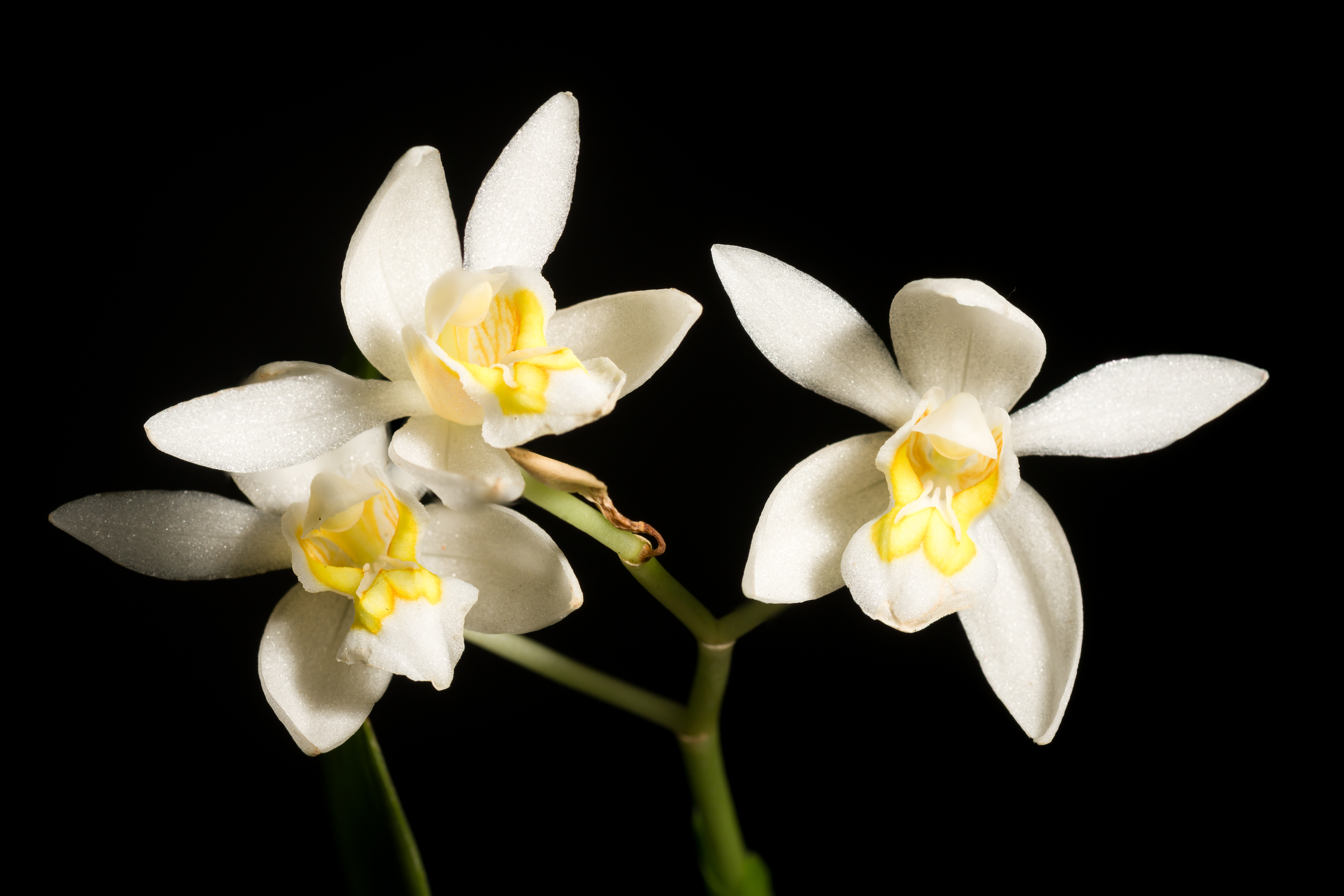
Coelogyne corymbosa

Пояса хвойных лесов на большинстве хребтов укладываются в диапазон высот: от немногим менее 3000 м до 4000 м с лишним. 
В обдуваемых влажными муссонами хвойных лесах господствуют виды пихты: Фаржа, Делавея и прочие. К другим лесообразующим породам относятся: ель, лиственница, сосна и вечнозелёный дуб, значимость которых увеличивается по мере нарастания засушливости и континентальности климата в глубине горной системы. Ельники состоят, в том числе, из елей шероховатой и лицзянской. Вторичные леса образованы: берёзой полезной, видами ивы и лиственницы.
Склерофильные дубы иногда формируют собственный пояс между хвойными лесами и растительностью сухих долин.  Жестколистные леса сложены такими видами дуба, как: Quercus aquifolioides, Quercus guyavifolia и достигающим Гиндукуша в Афганистане Quercus semecarpifolia. Миграция предков каменного дуба через Тибет в Средиземноморье привела к обособлению клады холодостойких высокогорных дубов.
Под кронами деревьев растёт рододендрон (Rhododendron campylocarpum и др.) вместе с низкорослым бамбуком, например Bashania и фаргезией. Вкрапления рябины, клёна, гаультерии, чубушника и лейцестерии красивой дополняют подлесок. Там, где бамбук не выдерживает суровых природных условий, его замещают жимолость тангутская и смородина. Травяной ярус слагают: папоротники, майник, грушанка, женьшень, кингдония, роджерсия и Beesia calthifolia. Встречаются орхидные: венерины башмачки, целогина, липарис, гудайера и так далее.
На зарастающих вырубках и других открытых местообитаниях селятся маленькие деревца и кустарники: облепиха, яблоня, шиповник, малина, кизильник, сирень Звегинцева…

### Пояса смешанных лесов

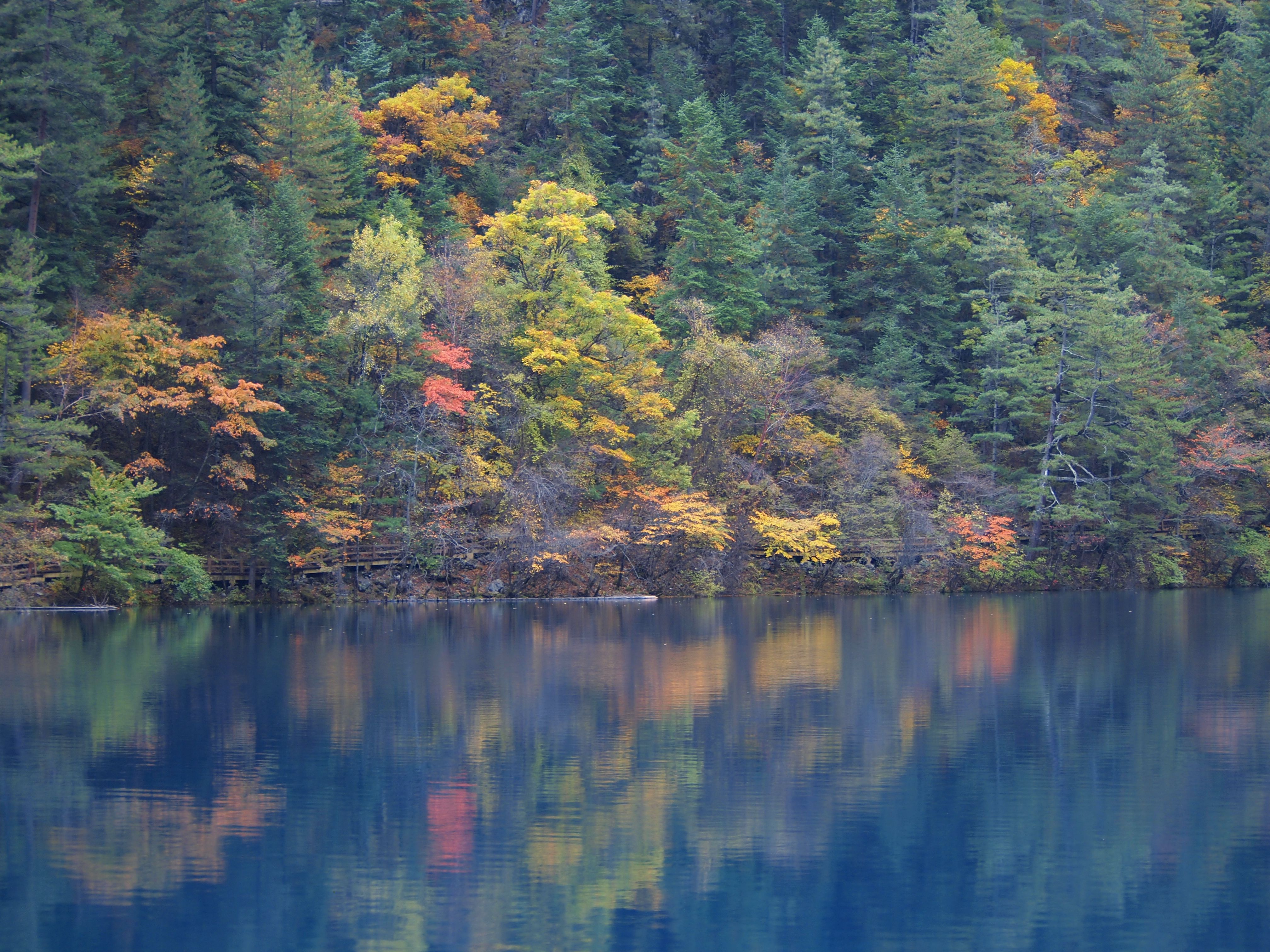
Лес в долине Цзючжайгоу

Смешанные леса образуют два пояса или подпояса: смешанных хвойно-широколиственных лесов и смешанных широколиственных лесов, характеризующихся совместным произрастанием зимнеголых и вечнозелёных лиственных деревьев. Пояс смешанных хвойно-широколиственных лесов, отсутствуя на некоторых внутренних хребтах, в целом свойственен данному региону. Пояс смешанных широколиственных лесов выражен только на периферийных восточных хребтах Сино-Тибетских гор.
Эдификаторами хвойно-широколиственных лесов выступают крупные хвойные деревья, такие как: тсуга китайская и гималайская, пихта (например Abies recurvata), сосна Армана и ель (Picea brachytyla и др.). Им сопутствуют: листопадный дуб, липа, виды берёзы, тополь, ясень и тетрадиум. Смешанные широколиственные леса полидоминантны, насыщены реликтами и флористически очень богаты. Ведущая роль в них принадлежит: вечнозелёному дубу (Quercus oxyodon и др.), камнеплоднику (Lithocarpus cleistocarpus и др.), некоторым лавровым, ореху маньчжурскому, лапине, тетрацентрону, давидии и багряннику японскому. В смешанных лесах есть охраняемые и прочие редкие растения: тис китайский, головчатотис Оливера, листопадные магнолии (Саржента и Доусона), калопанакс, конский каштан (Aesculus chinensis), диптерония, Euptelea pleiosperma и Carrierea calycina.
В нижних подъярусах древостоя и в подлеске растут бок о бок многочисленные виды клёна, граба и кизила, среди которых рассредоточены: Maddenia, вишня, фотиния Давида, Rehderodendron macrocarpum, мелиосма, Gamblea ciliata, литсея, волчелистник и виды падуба. Здесь же собраны природой: бамбук, пиерис красивый, линдера, гортензия, калина, бересклет, лещина, элеутерококк, магония Биля, хельвингия, линнея (абелия и дипельта), стахиурус, декенея, корилопсис и скиммия. Деревья и кустарники перевиты лианами. Вот некоторые из них: актинидия, клематоклетра, лимонник, виноград, кайратия, стаунтония, пилеостегия калиновидная, берхемия, древогубец и кирказон.
Далее перечислены растения травяного яруса без упоминания отдельных представителей субтропических вечнозелёных лесов. Их список: адиантум, змеебородник, однопокровница, горянка, копытень, любка, астра, шалфей, эльсгольция, астильба, недотрога, вороний глаз…

### Пояс субтропических вечнозелёных широколиственных лесов

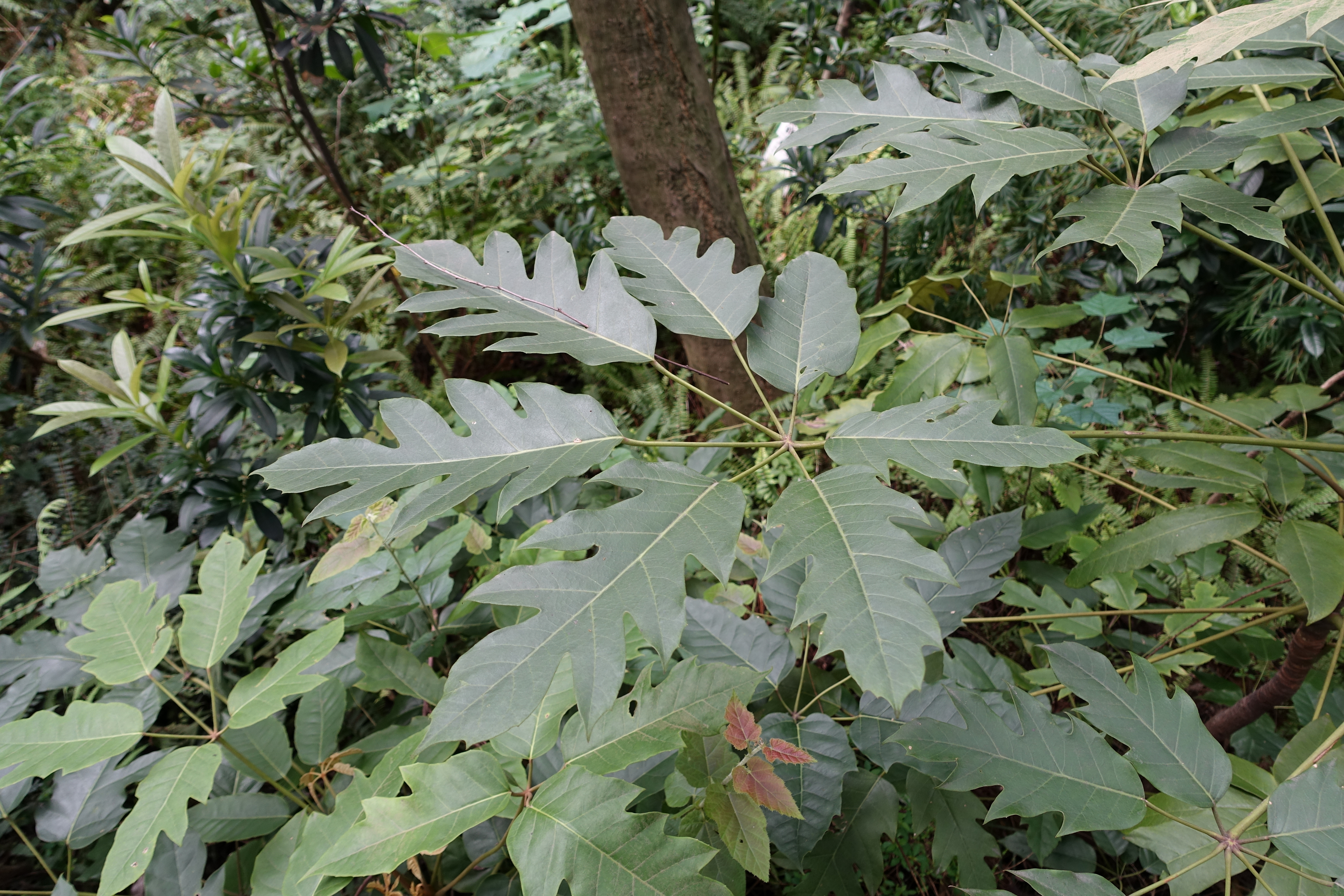
Schefflera delavayi

Имеется в пределах Гаолигуншаня и на хребтах, обрамляющих с запада Сычуаньскую впадину. Верхняя граница пояса идёт по высоте от 1500 м на склонах, обращённых к Сычуаньской котловине, до 2700 м в ущелье реки Дулунцзян.
Типичные влажные субтропические леса простираются вверх до отметки около 1500 м. Состоят они преимущественно из родов деревьев, принадлежащих к семейству лавровые: Machilus, фебе и коричника; а также видов каштанника. При движении на север и вверх по склонам эти деревья постепенно выпадают, замещаясь камнеплодниками и неприхотливыми вечнозелёными дубами. К второстепенным лесообразующим породам относятся: шима (Schima sinensis и др.), вечнозелёные магнолии, в том числе Magnolia insignis, бадьян и элеокарпус. Различные типы субтропических лесов населены рядом других таксонов деревьев, в частности: родолеей, фикусом, эриоботрией, симплокосом и крупнолистными рододендронами, такими как Rhododendron sinogrande. 
В субтропических лесах присутствуют хвойные деревья: реликтовая тайвания, достигающая здесь высоты 70 м, посаженная людьми куннингамия и растущие во вторичных лесах кетелеерия с сосной юньнаньской. Нарушенные и вторичные леса отличаются возросшей долей ольхи непальской, дуба и других листопадных деревьев. Встречается примесь маллотуса, идезии, дипентодона, шеффлеры и видов токсикодендрона. Попадается высокий бамбук, например Phyllostachys nidularia. 
Под пологом леса обитают: камелия, эурия, дихроа, меза, аукуба, ардизия, прочие кустарники и маленькие деревья. В районе Гаолигуншаня и Сянлина (Дасянлина) появляются древовидные папоротники (Alsophila spinulosa). Травяной покров слагают: рейнекия телесная, бегония, элатостема, стробилянт, галеола, куркулиго и Paraboea sinensis. Деревья покрыты живущими на них эпифитами, а именно: костенцом (Asplenium phyllitidis), пиррозией и эсхинантусом. Субтропические леса трудно представить без лиан. Здесь к таковым относятся: кадсура, плющ непальский, мукуна, перец и момордика. Для хребта Гаолигуншань указываются пальма-лиана из рода каламус и тропическая рафидофора.

### Растительный мир сухих долин

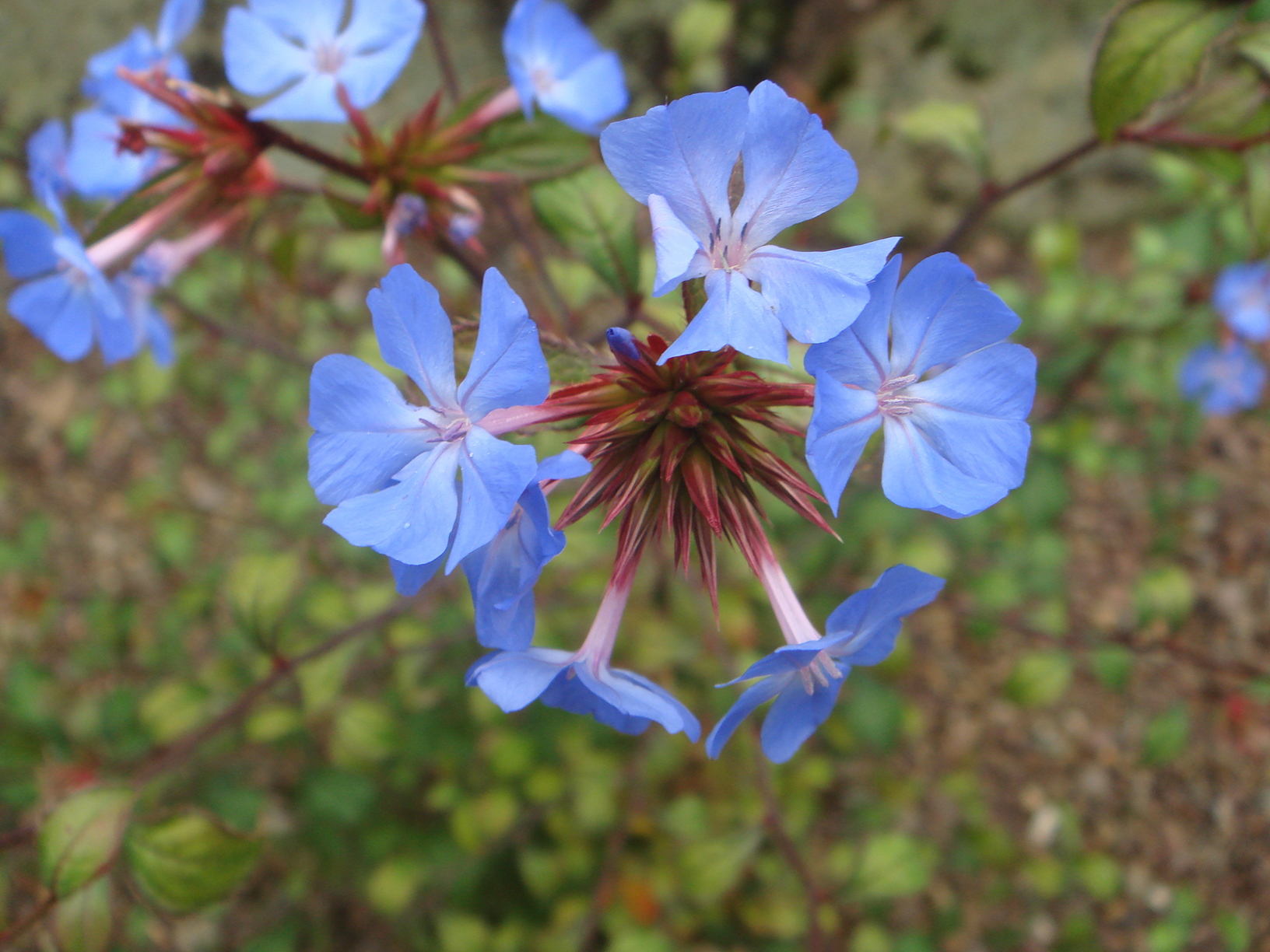
Ceratostigma minus

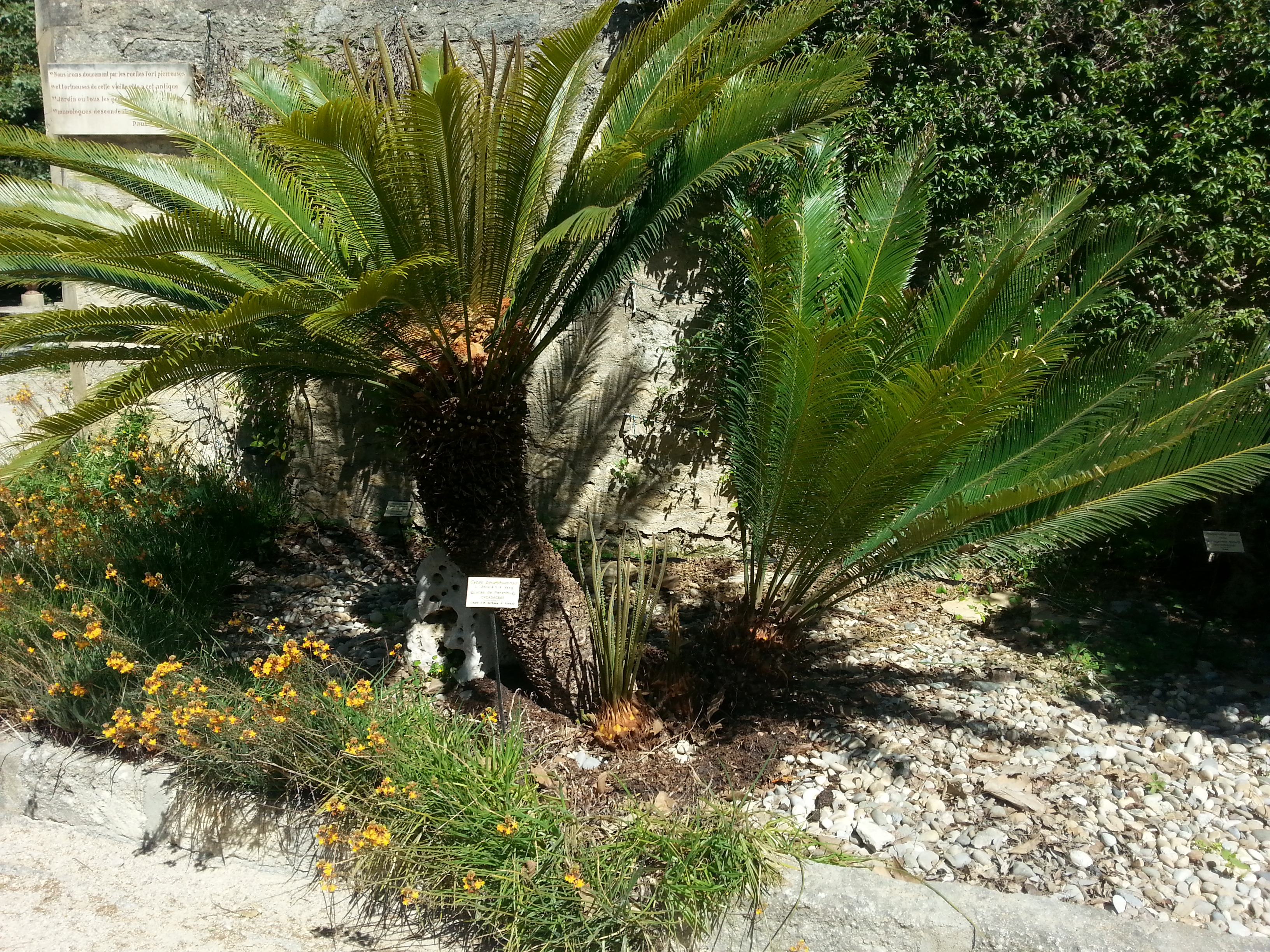
Саговник паньчжихуанский

В сухих долинах размещается пояс субтропических кустарников. Высокогорные долины покрыты умеренными кустарниково-луговыми сообществами. Кустарниковые формации среднегорий схожи с маквисом. К поясу кустарников примыкают сосново-дубовые, кипарисовые (Cupressus chengiana), жестколистные и листопадные леса. Через переходную зону от Сино-Тибетских гор к Юньнань-Гуйчжоускому нагорью, пролегает северная граница полусаванн, наполненных саванноподобной растительностью и суккулентными кустарниками.
Флоре сухих долин присущ высокий уровень эндемизма. Общими эндемиками сухих долин Юго-Западного Китая являются: саговник паньчжихуанский, Nouelia insignis, Hibiscus aridicola, Himalrandia lichiangensis, Musella lasiocarpa из семейства банановые и эремурус китайский (Eremurus chinensis). Почти эндемична Terminalia franchetii. Естественный ареал лилии царственной ограничен долиной Миньцзяна.
Сухие долины имеют своеобразный набор травянистых растений и полукустарников, включающий: полевичку, цимбопогон, бородач, аянию, гетеропаппус, лук, оносму, вьюнок трагакантовый,  якорцы, очиток, прутьевик, спаржу и мирабилис. Среди лиан обычен смилакс; найдены: ломонос, виноградовник, диоскорея и Dregea yunnanensis.
Наиболее засушливые участки долин освоили лишь немногие кустарники: Ceratostigma minus, софора Давида, Bauhinia brachycarpa, индигофера, кариоптерис и лептодермис. В менее сухих местах произрастают: скумпия, леспедеца, жасмин, слива, сажереция и остриопсис. Склоны расположенных южнее долин покрыты: вечнозелёной фисташкой (Pistacia weinmannifolia), эксцекарией, видами бирючины, в частности Ligustrum compactum, викстрёмией, гревией двулопастной, видами инкарвиллеи и держидеревом (Paliurus orientalis). 
Спускающиеся к поясу кустарников леса имеют в своём составе: кёльрейтерию метельчатую, сумах Потанина, айлант высочайший, каркас Бунге и шелковицу монгольскую. В подлеске обнаружены: зантоксилум, древовидный пион (Paeonia decomposita), зверобой Форреста, буддлея Давида, лох зонтичный, а также вечнозелёные кустарники, к примеру смолосемянник и мирсина африканская.
В полусаваннах встречаются древесные растения тропических родов: Garuga forrestii, альбиция, эмблика и хурма (Diospyros dumetorum). Для полусаванн характерны заросли калотрописа гигантского, зизифуса и молочая Ройля (Euphorbia royleana).

## Животный мир

### Зоогеографическое районирование

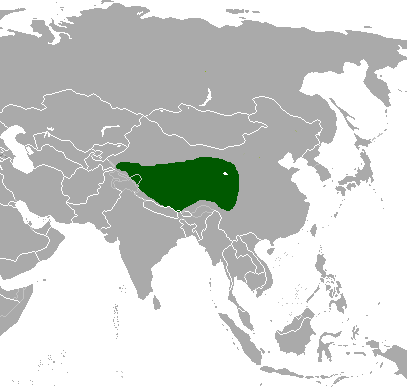
Ареал тибетского дзерена

В соответствии с применяемой в странах СНГ схемой зоогеографического районирования суши, через Сино-Тибетские горы проходит рубеж между царствами Арктогея и Палеогея.
- Царство Арктогея
  - Область Древнего Средиземья
- Царство Палеогея
  - Индо-Малайская область (Ориентальная область[91]).

Китайские учёные помещают Тибетское нагорье в обширную Палеарктическую область, в составе которой выделяют Цинхай-Тибетский регион, простирающийся на северо-запад Хэндуаньшаня. Здесь водятся: снежный барс, тибетский дзерен, гималайский сурок, пищухи и другие свойственные Палеарктике животные. 
Ориентальную область в пределах Сино-Тибетских гор дробят на Юго-западный и Южно-Китайский регионы. Юго-западный регион занимает бо́льшую часть Сино-Тибетских гор. На территории региона обитают большая и малая панды, такин, а также три вида ринопитеков. Южно-Китайский регион охватывает юго-западную окраину данной горной системы. Банкивская джунглевая курица, рыжешейная птица-носорог и муравьи-кочевники придают региону тропический облик.
Фауну пресноводных водоёмов делят следующим образом: верховья Янцзы и Меконга отнесены к Палеарктической области, водоёмы неопределённой части Сино-Тибетских гор расположены в Сино-Индийской области.

### Обзор фауны
В Сино-Тибетских горах выявлено 738 видов гнездящихся птиц. Список млекопитающих хребта Гаолигуншань включает 212 видов. В резерватах большой панды, занимающих часть хребта Цюнлайшань, обнаружено 109 видов млекопитающих. Подсчёт видового разнообразия насекомых в Сычуаньских Альпах ещё не завершён.
Установлено, что в Сино-Тибетских горах возник очаг наибольшего в мире разнообразия полёвковых с 35 подтверждёнными видами. Предки тибетских и горноазиатских полёвок, а также полёвок Бедфорда мигрировали из Сибири. Они успешно адаптировались к высокогорьям. Линия китайских полёвок и рода Caryomys происходит из Дальнего Востока России. 
Тибетское нагорье является центром распространения пищух из отряда зайцеобразных и земляных воробьёв.
Гималаи вместе с Сино-Тибетскими горами и прилегающими районами формируют Сино-Гималйский центр разнообразия фазановых, насчитывающий 71 вид, из них 37 видов гнездятся непосредственно в Сино-Тибетских горах. Здесь можно увидеть и снежную куропатку, и зелёного павлина. Представляют интерес высокогорные роды: ушастые фазаны, итагин и моналы (все 3 вида).
По мнению зоологов, Сино-Тибетские горы — наиболее вероятное место, откуда хвостатые земноводные расселились по Китаю. С учётом лягушек здесь зафиксировано не менее 105 видов амфибий. Точное количество видов пресмыкающихся не определено, но превышает число 137.
Регион Сино-Тибетских гор является ареалом находящихся под угрозой вымирания больших панд. В список охраняемых видов также входят: малая панда, бенгальский лори, рокселланов ринопитек, красный волк…

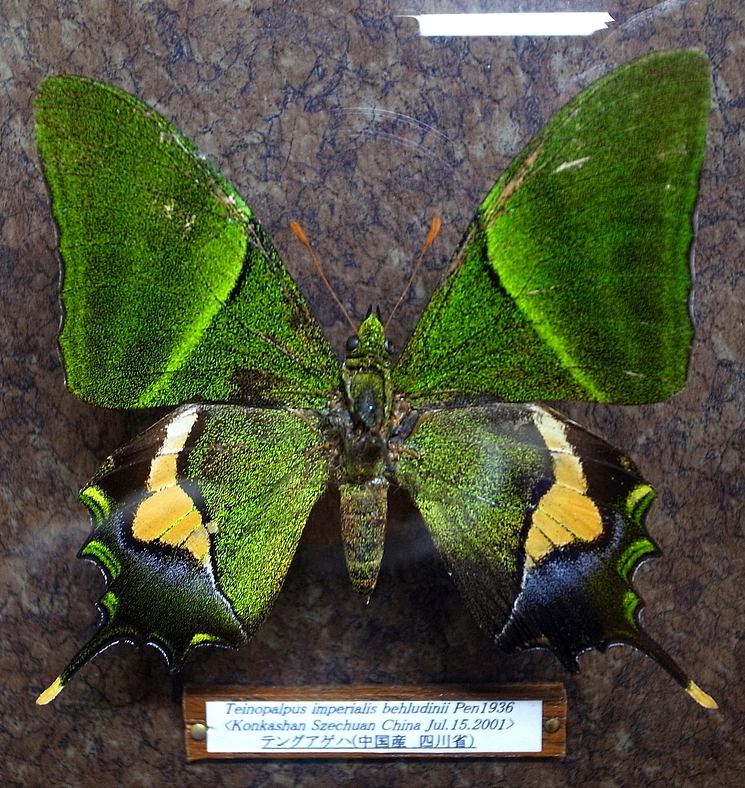
Бабочка, пойманная на горе Гунгашань
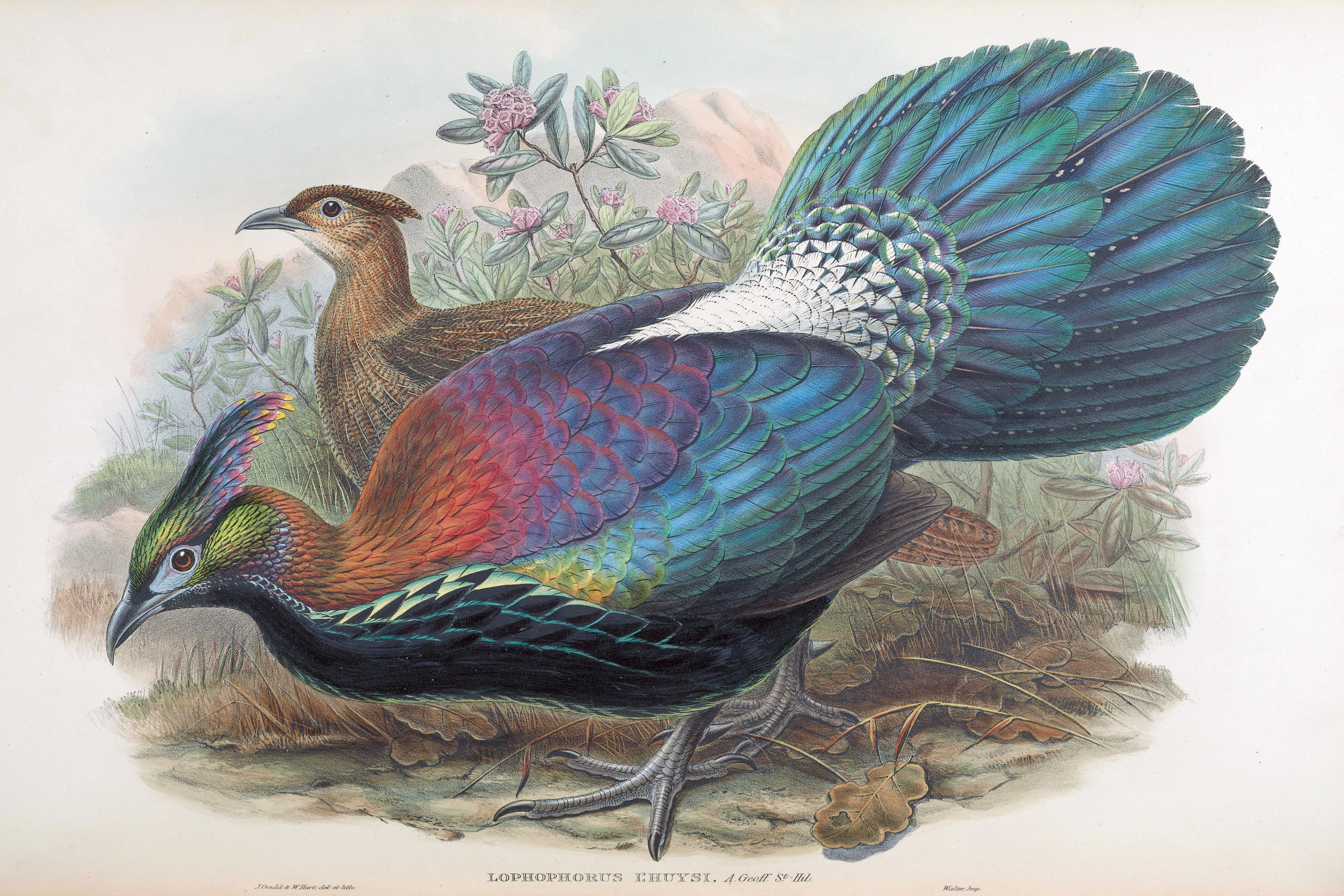
Китайский монал (самец и самка)
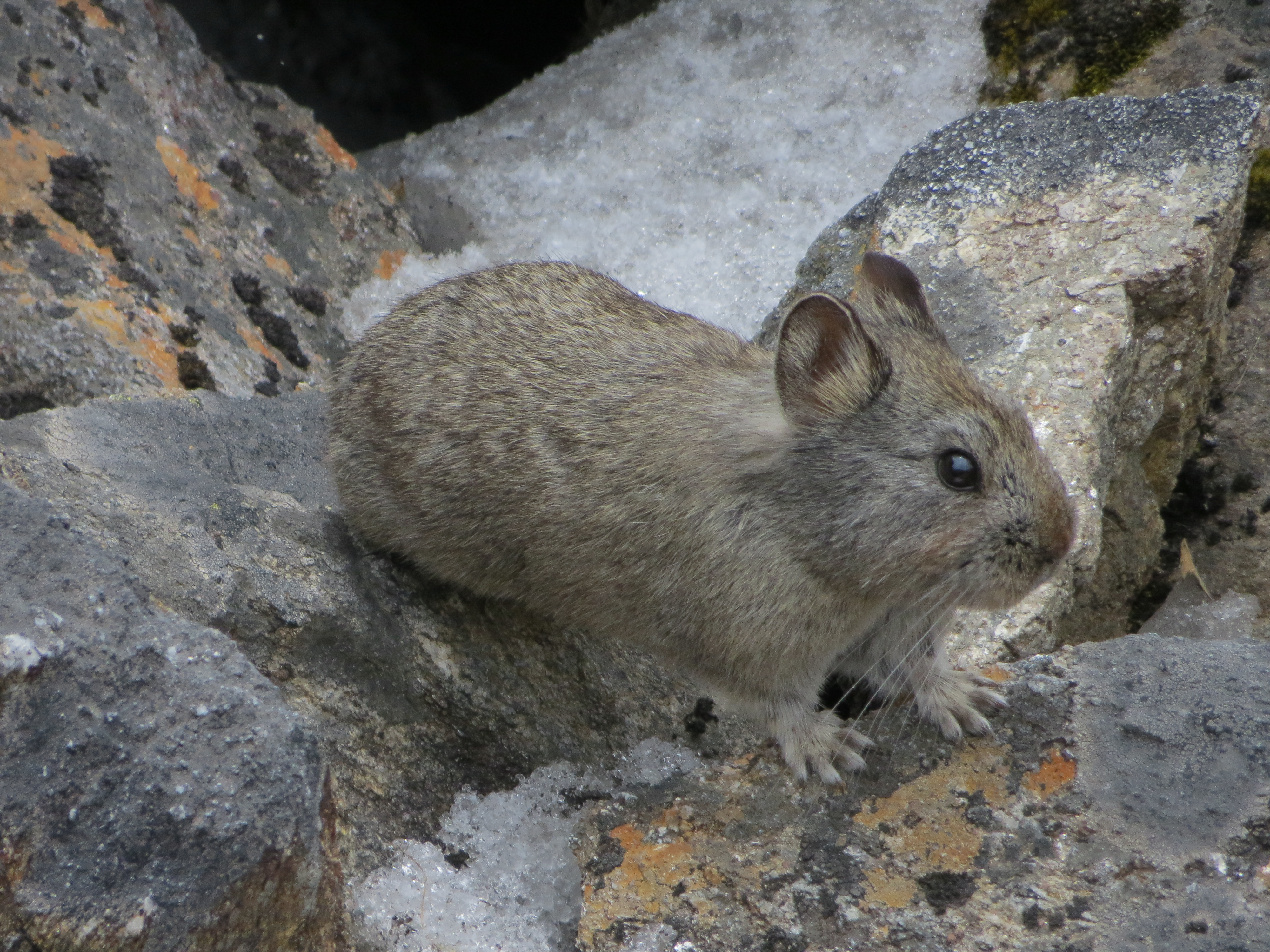
Большеухая пищуха
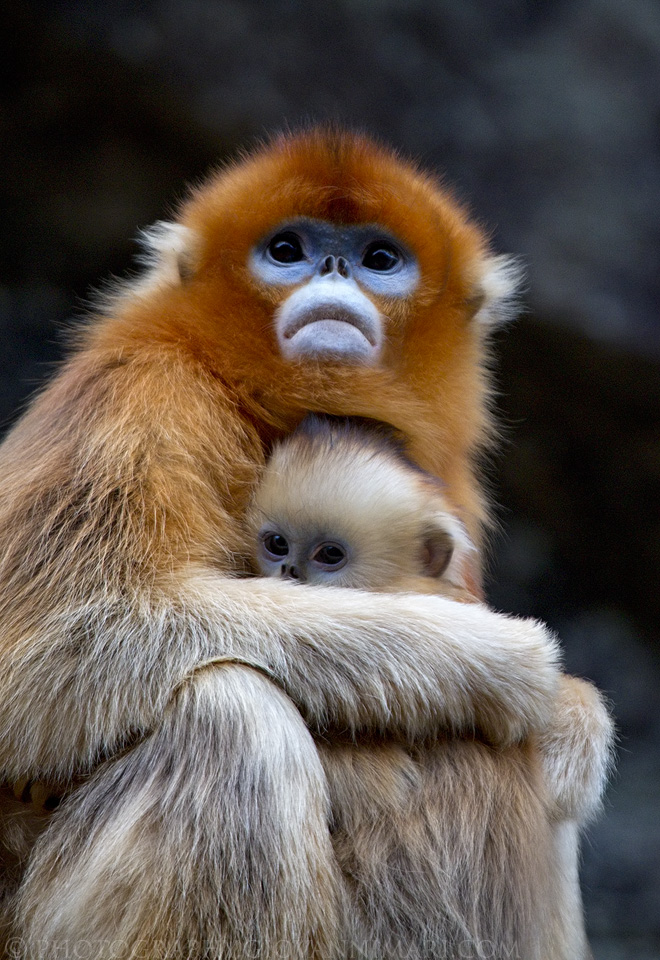
Самка рокселланова ринопитека с детёнышем
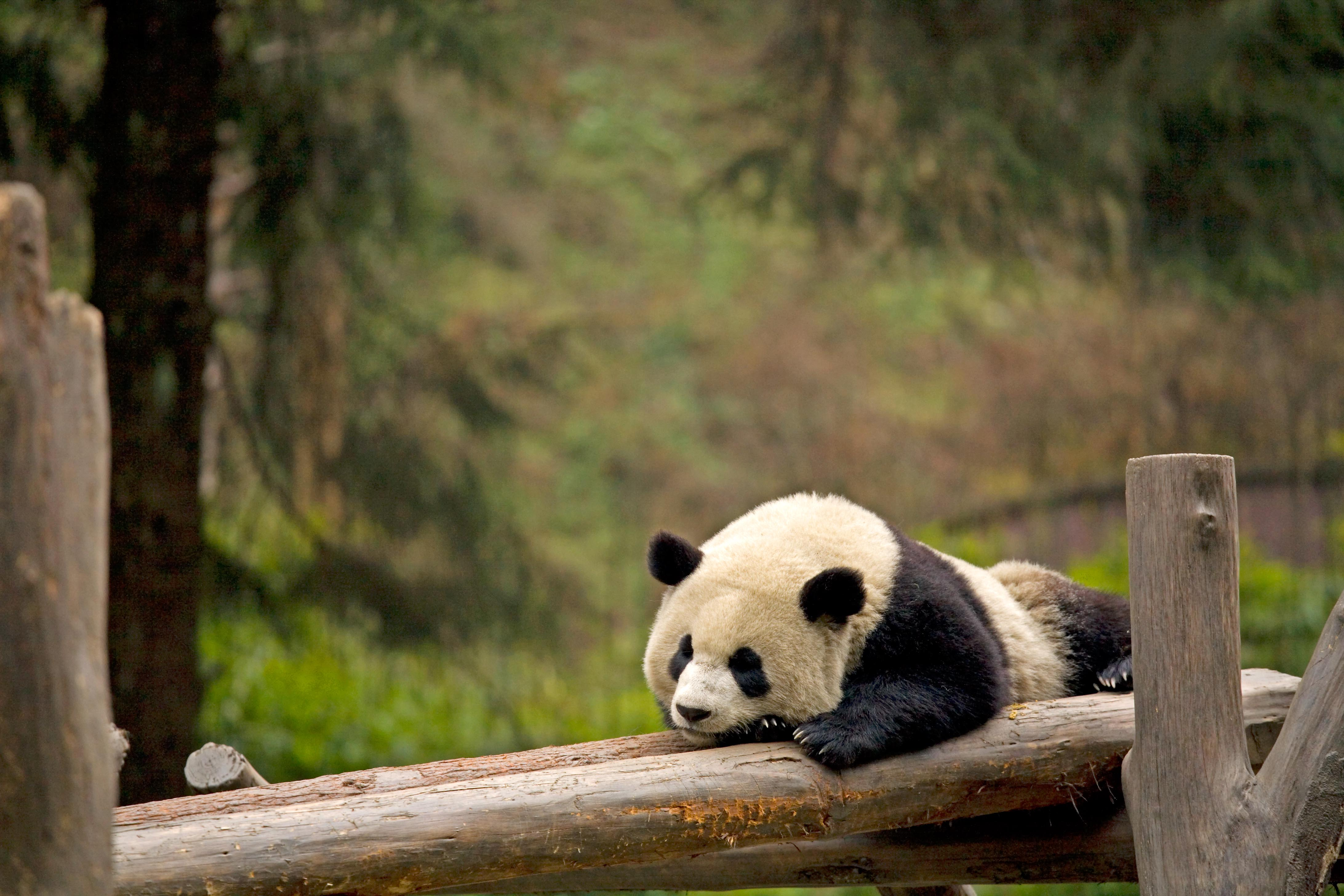
Большая панда

#### Млекопитающие

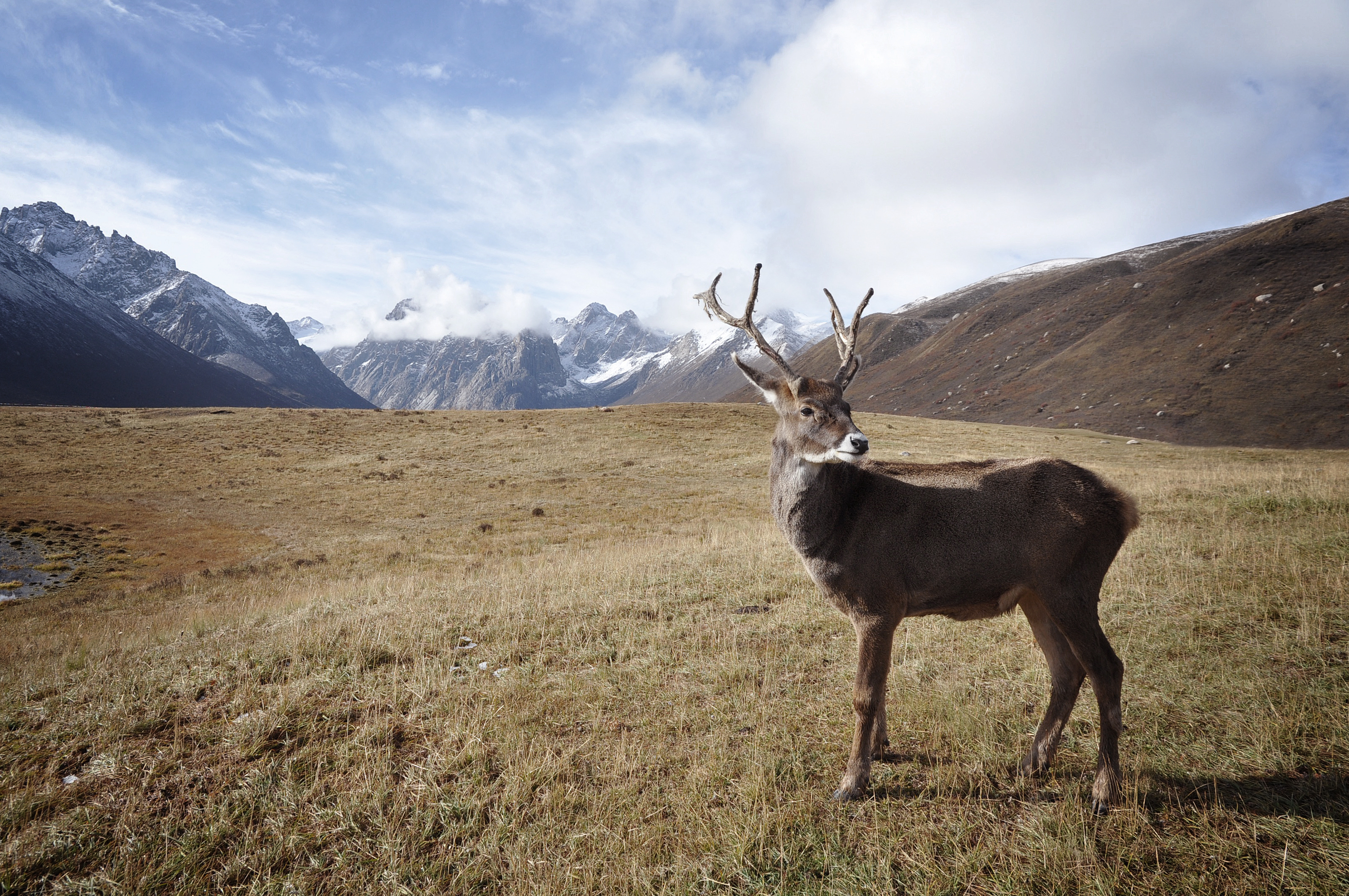
Беломордый олень

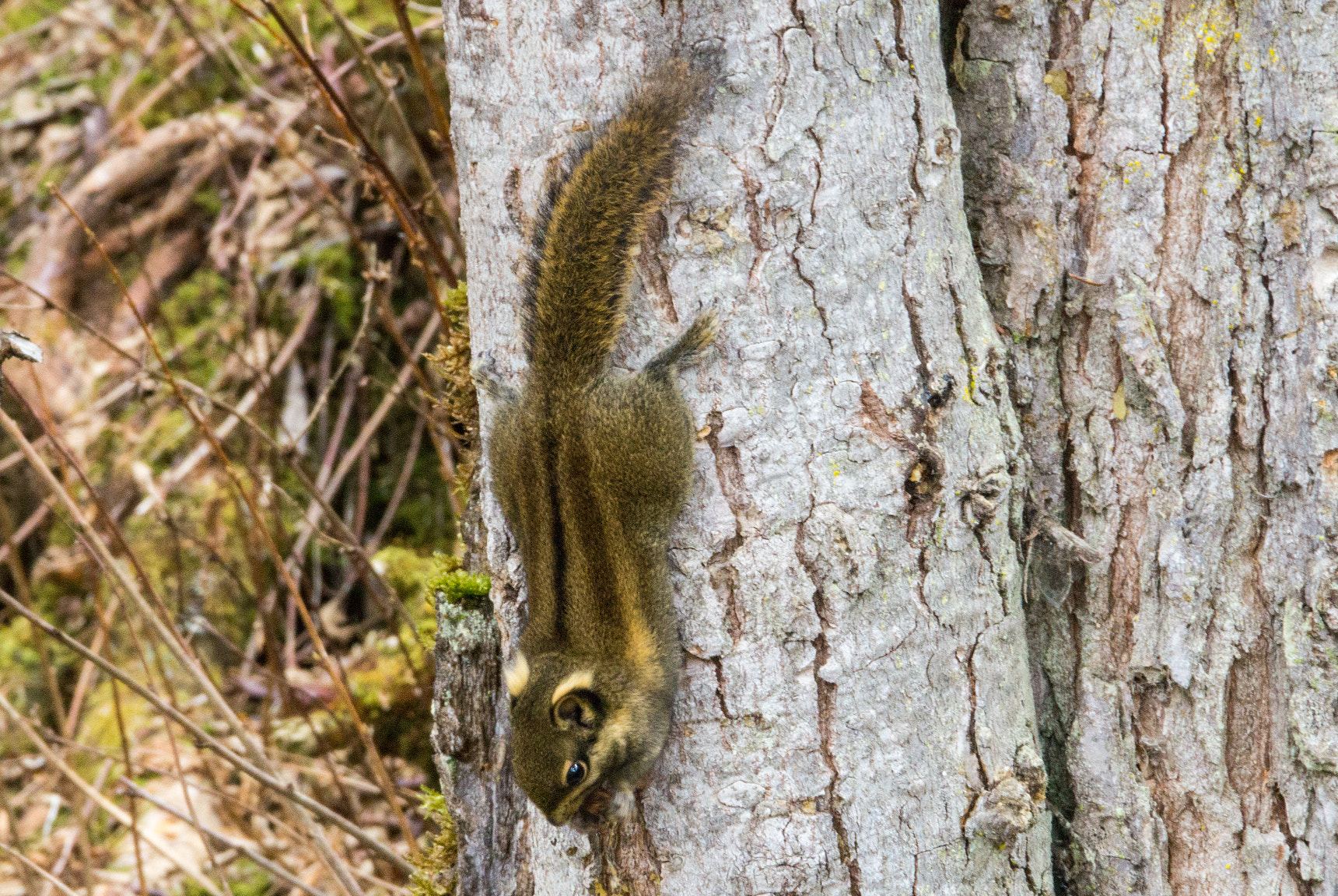
Tamiops swinhoei

Из совокупности имеющихся разрозненных данных следует, что в Сино-Тибетских горах находятся местообитания примерно двух видов панголинов и малайской тупайи. Обнаружены более 10 видов приматов, десятки видов хищных и около 24 видов китопарнокопытных. В регионе наблюдается высокое разнообразие мелких млекопитающих: насекомоядных, грызунов и рукокрылых.
В Сино-Тибетских горах зарегистрирована половина из ныне существующих видов медвежьих: бурый, гималайский и малайский медведи, а также большая панда. Здесь пересекаются ареалы трёх из семи видов кабарговых. На относительно небольшой площади сосредоточено около 10 видов кошачьих, включая леопарда и китайскую горную кошку. Сино-Тибетские горы отличаются от внутренних регионов Тибетского нагорья многообразием лесных беличьих грызунов (свыше 20 видов), к которым относятся: беличьи бурундуки, краснощёкие и прекрасные белки, гигантские летяги и представители других родов. Из четырёх видов зайцевых широко распространён только курчавый заяц.
Эндемиками Сино-Тибетских гор и прилегающих районов являются: чёрный ринопитек, вид обезьян из рода кази (Trachypithecus shortridgei), Uropsilus nivatus, вид Eupetaurus nivamons из рода скальных летяг и прочие млекопитающие. Описанный в 2022 году новый вид цокоров (Eospalax muliensis) нигде, кроме Сино-Тибетских гор, не встречается. Беломордый олень эндемичен для востока Тибетского нагорья. С целью его охраны в Сычуаньских Альпах был создан особый заповедник. 
Со стороны внутренних регионов Тибетского нагорья в Сычуаньские Альпы пробираются серый волк, редкая тибетская лисица и архар. Гребни хребтов служат убежищами для голубого барана и видов горалов. Тибетский хомячок и ряд других зверьков имеют изолированные ареалы. Для горно-лесных поясов характерны: виды ночниц, тибетский макак, колонок, харза, гималайская цивета, кабан, индийский замбар, хохлатый олень, виды мунтжаков и серау. Среди многочисленных рукокрылых, насекомоядных и грызунов обращают на себя внимание: Megaderma lyra, гимнуры, длиннохвостый крот, дикобразы, лазающие мыши и бамбуковые крысы из рода Rhizomys. Некоторые животные, такие как: летучие собаки, бинтуронг, мангусты и выдра Aonyx cinerea, далеко в горы не углубляются, ограничиваясь их тёплой окраиной.

#### Птицы

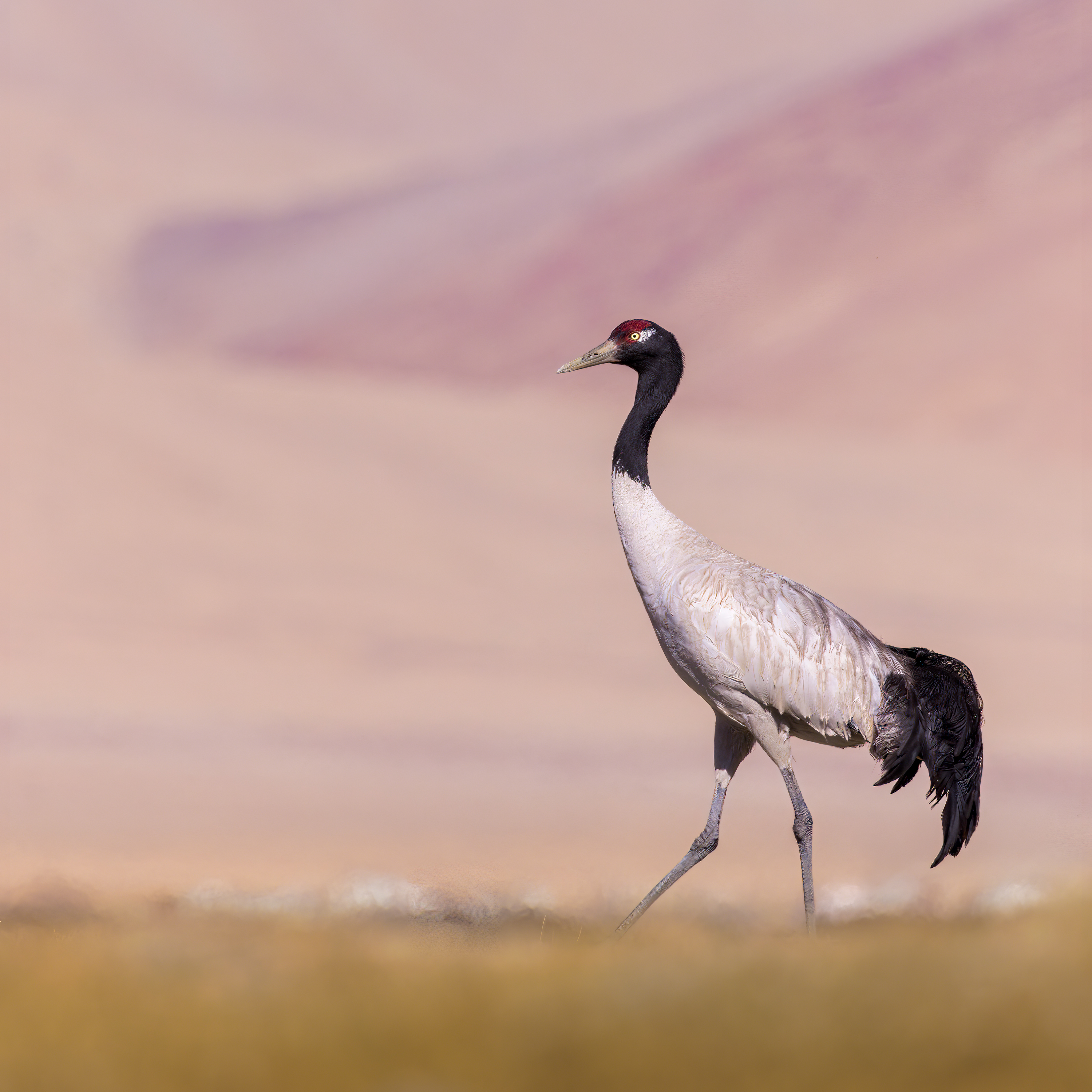
Черношейный журавль

Виды птиц, гнездящихся в Сино-Тибетских горах, объединены в 18 отрядов. Многие из них, например стрижеобразные, в той или иной степени распространены в северных областях Евразии. В Сино-Тибетских горах к ним добавляются тропические отряды: птицы-носороги, попугаеобразные (5 видов) и трогонообразные. Наибольшим числом таксонов обладают воробьинообразные, в составе которых имеются богатые видами семейства: славковые, кустарницевые и мухоловковые. Принадлежат к этому отряду и менее представительные семейства: монарховые, иреновые, листовковые, иволговые (6 видов) и белоглазковые.  
Часть гнездящихся в регионе птиц является осёдлой. Остальные проводят в горах лето. К зиме с севера прилетают: обыкновенный гоголь, чибис, полевой лунь, вьюрок, овсянка-крошка и другие пернатые. Зимующие птицы, наряду с пролётными, в Сино-Тибетских горах не размножаются. 
Орнитокомплексы субальпийскиого, альпийского и субнивального поясов, занимают диапазон высот около 3600 — 4900 м и состоят из следующих видов: снежного грифа, мохноногого курганника, белогрудого голубя, малой кукушки, высокогорной чечевицы, малого полевого жаворонка и клушицы. Биотопы горного гуся, индийского клювача, поганок и эндемичного для Тибетского нагорья черношейного журавля находятся в водно-болотных угодьях, на высоте более 2900 м.
Неповторимы орнитокомплексы сухих долин, сложенные: амурским кобчиком, пятнистой горлицей, саванным козодоем, ошейниковой альционой, майнами, длиннохвостым сорокопутом и малой белой цаплей.
В хвойных высокогорных лесах водятся: настоящие ястребы, неясыть Давида, клёст-еловик, разнообразные синицы, мухоловки и дятлы. Местообитания таких птиц, как горный хохлатый орёл, ошейниковый воробьиный сыч, золотой фазан и лазоревые сороки, находятся в смешанных лесах. Богаты пернатыми субтропические леса, в которых гнездятся: хохлатые коршуны, гималайский рыбный филин, коэль, бородастики, зелёные голуби, длиннохвостый ширококлюв и нектарницы. 
В природоохранные списки различных уровней внесены: бородач, китайский кольчатый попугай, тёмная сутора и другие виды птиц. 

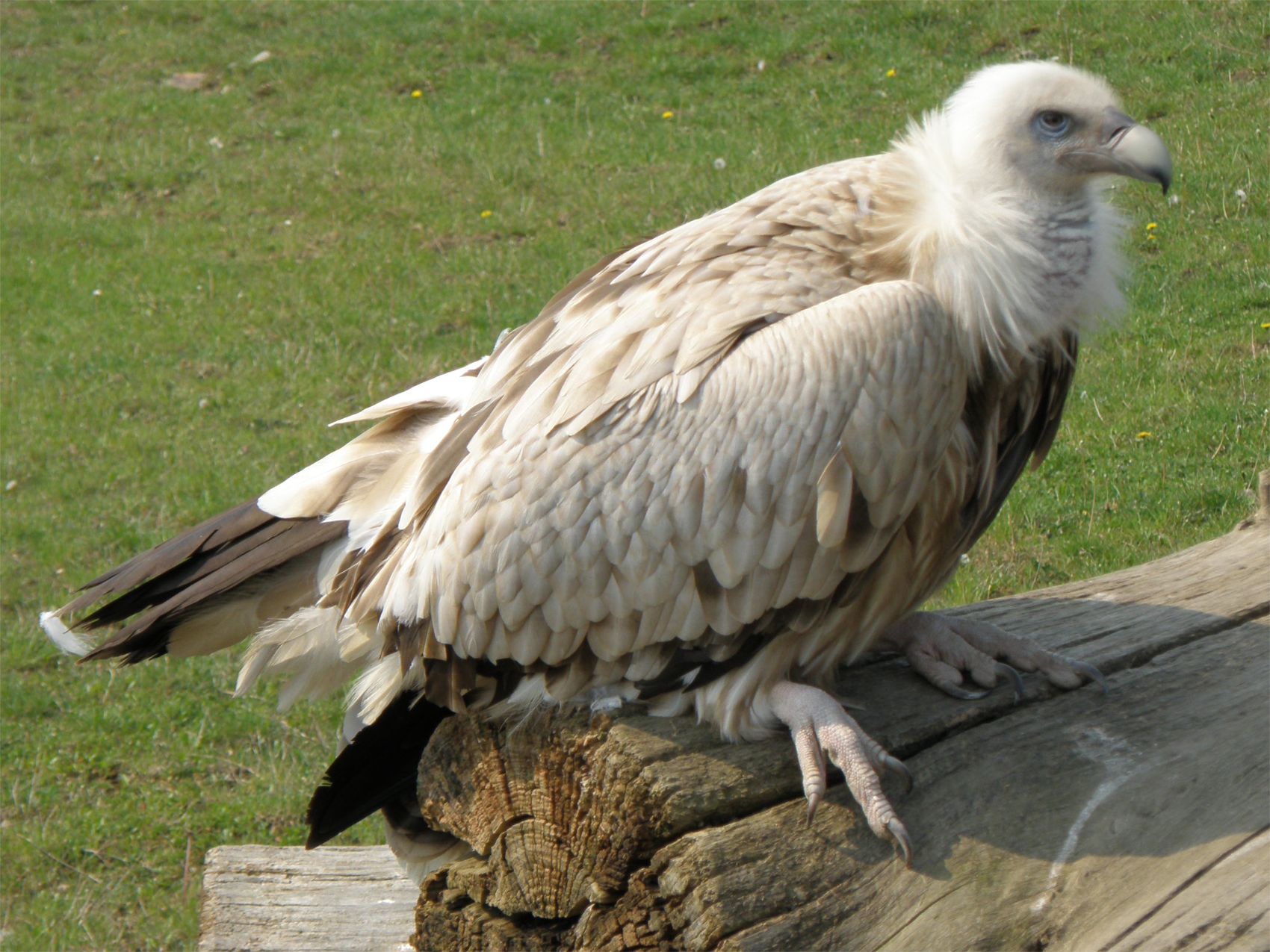
Снежный гриф
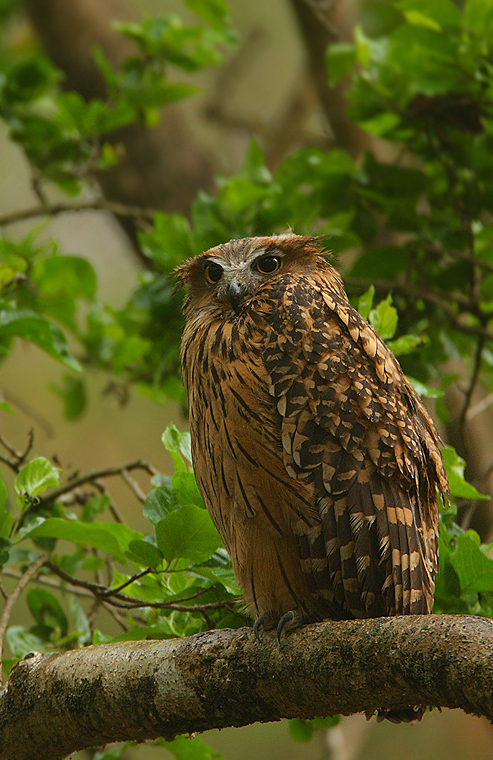
Гималайский рыбный филин
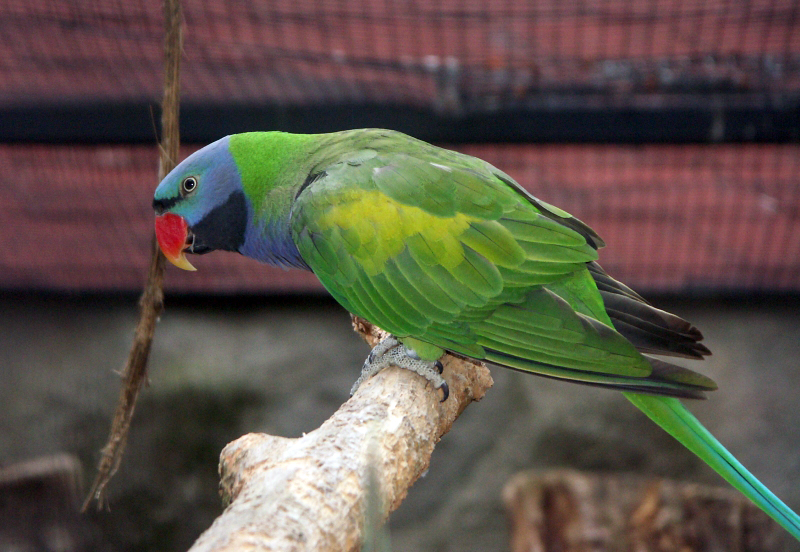
Китайский кольчатый попугай

#### Пресмыкающиеся

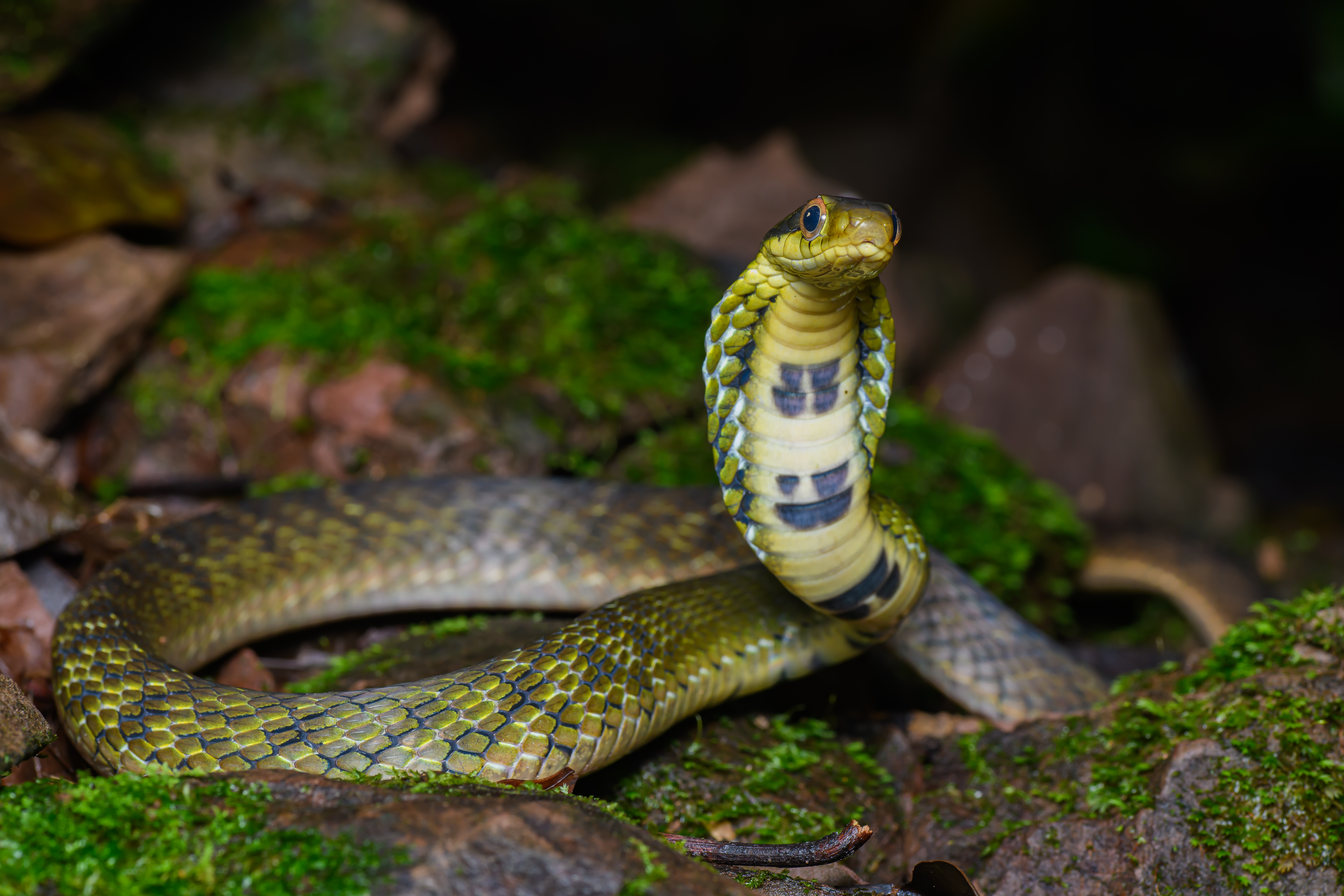
Pseudoxenodon macrops

Пресмыкающиеся Сино-Тибетских гор делятся на два отряда: черепах и чешуйчатых. По состоянию на 2007 год в данном регионе насчитывалось 136 видов чешуйчатых: 42 вида ящериц и 94 вида змей. С тех пор здесь было открыто некоторое количество новых видов рептилий.
На большей части Сино-Тибетских гор черепахи отсутствуют. Естественный ареал китайской трёхкилевой черепахи заходит на их восточную окраину вдоль реки Миньцзян. Обитающий в Сычуаньской впадине китайский трионикс был занесён в горные водоёмы людьми. В переходной зоне, между проведёнными разными учёными границами Тибетского нагорья, встречается пара видов шарнирных черепах, поднимающихся до низовий реки Ялунцзян и юго-западной оконечности хребта Гаолигуншань. Для тропической окраины Гаолигуншаня указывается 5 видов черепах, включая большеголовую.
Местные ящерицы относятся к нескольким семействам: сцинковым, гекконовым (Hemidactylus bowringii и др.), настоящим ящерицам, веретеницевым и агамовым. В последнее из них входят представители родов: Diploderma, калотов, летучих драконов и акантозавров. На юге Гаолигуншаня был запечатлён полосатый варан из семейства варановых.  
Подотряд змей включает смейства: аспидов (Calliophis macclellandi и др.), гадюковых (куфии и др.), слепозмейковых и ужеобразных. Среди ужеобразных есть реликтовый род Thermophis, виды которого обитают исключительно в горячих источниках Тибетского нагорья и Гималаев, на высоте более 3000 м. В состав этого семейства также входят: китайские ужи, бойги, лазающие полозы, капюшонные древесные ужи (например Pseudoxenodon macrops) и другие роды. В переходной зоне Сино-Тибетских гор появляются настоящие кобры и тёмный тигровый питон.

#### Земноводные
Список хвостатых земноводных общепризнанной территории Сино-Тибетских гор и переходной зоны от Тибетского нагорья к Сычуаньской впадине состоит из 11 видов. Большинство из них распределено по родам высокогорных углозубов и крокодиловых тритонов. Многие из них — эндемики Сычуаньских Альп, к примеру Pseudohynobius puxiongensis, тогда как ареалы тибетского углозуба, Tylototriton shanjing и некоторых других видов выходят за пределы этого региона. 
В горах обитает 94 вида бесхвостых амфибий. В субтропических низкогорьях водятся: квакши (Hyla annectans), веслоногие лягушки (Polypedates megacephalus и др.), узкороты и жабы. Выше в горы поднимаются настоящие лягушки и рогатые чесночницы, особенно Scutiger chintingensis, преодолевающий отметку 3000 м.

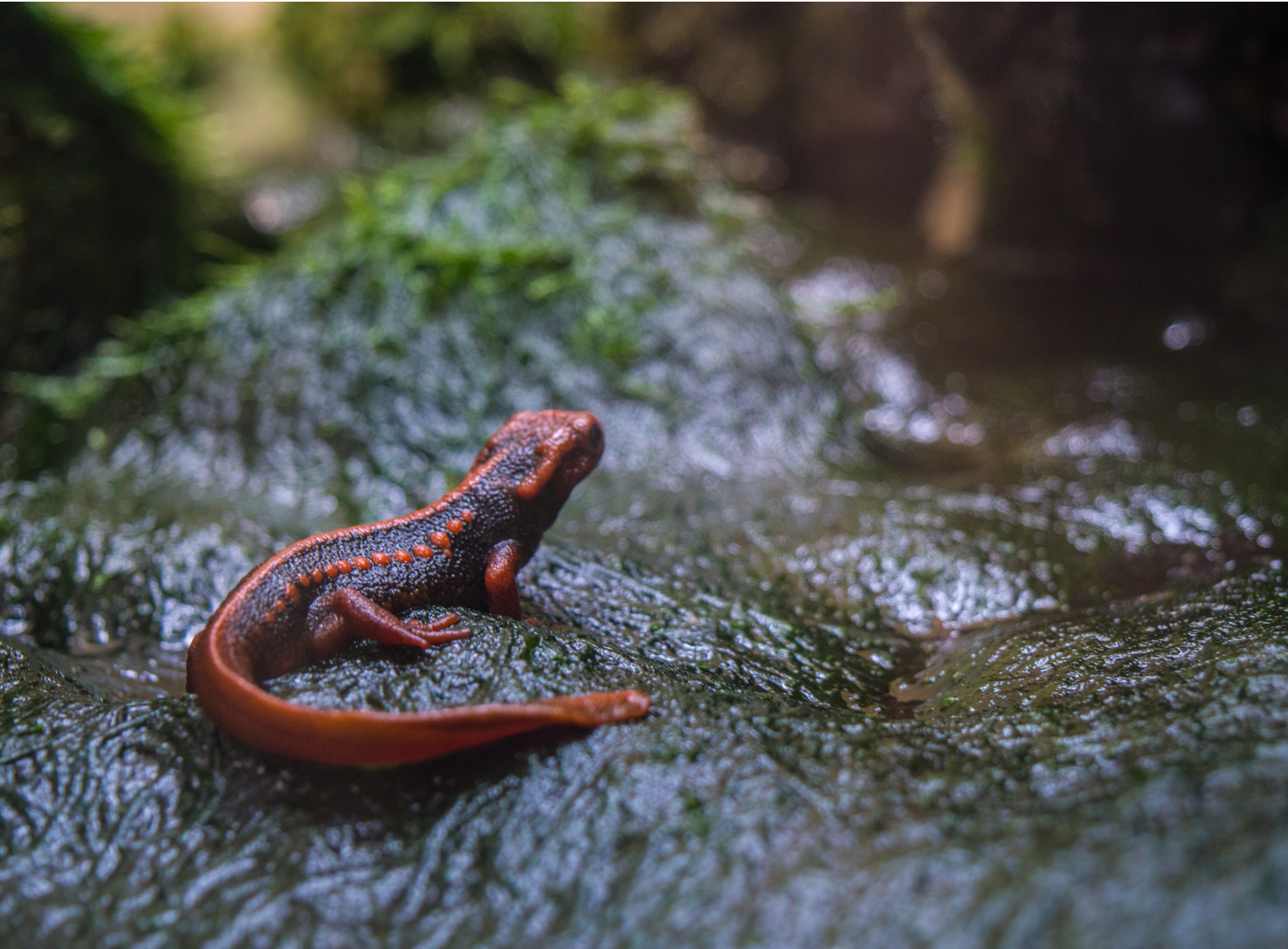
Tylototriton shanjing
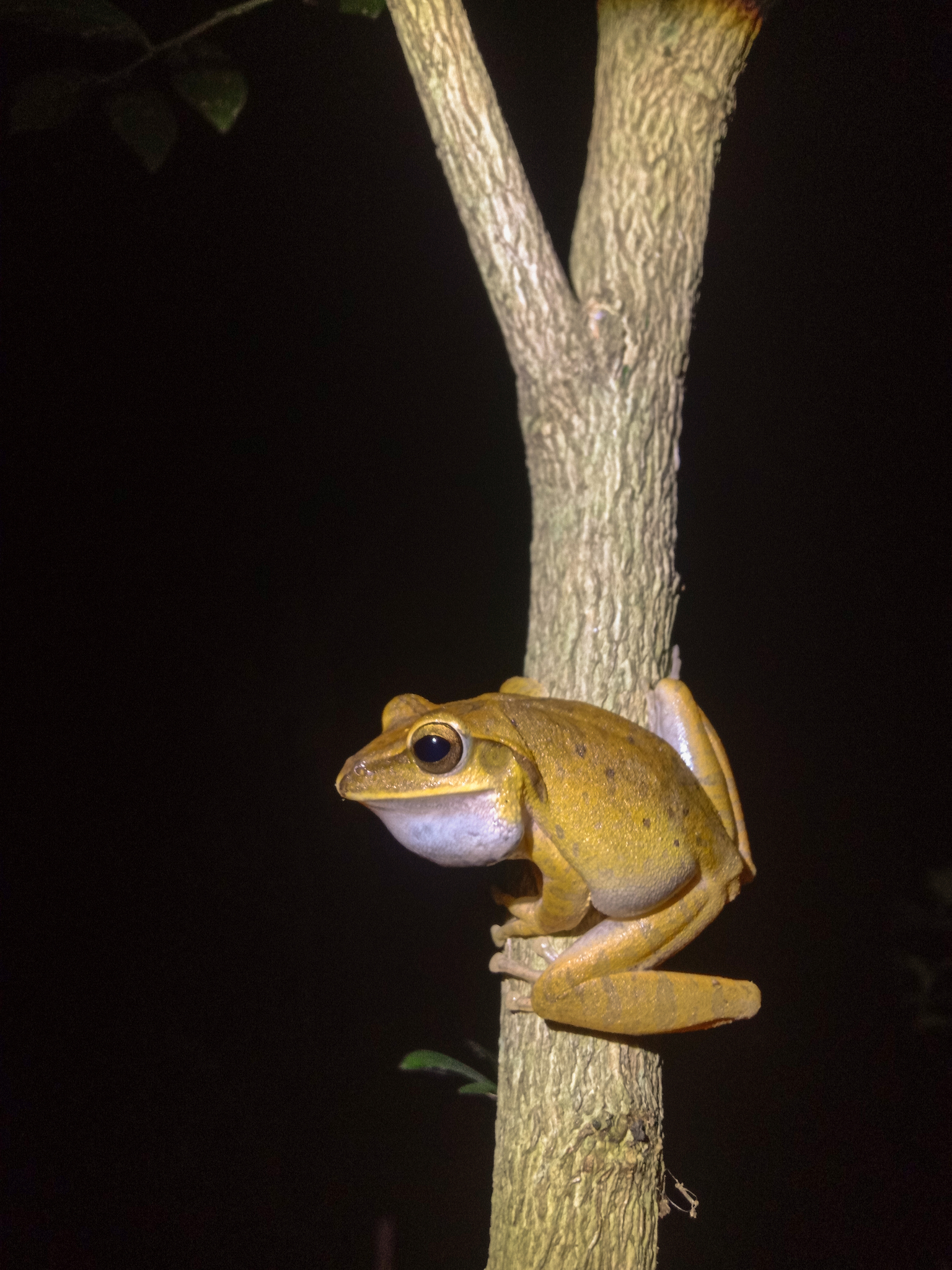
Polypedates megacephalus

#### Рыбы

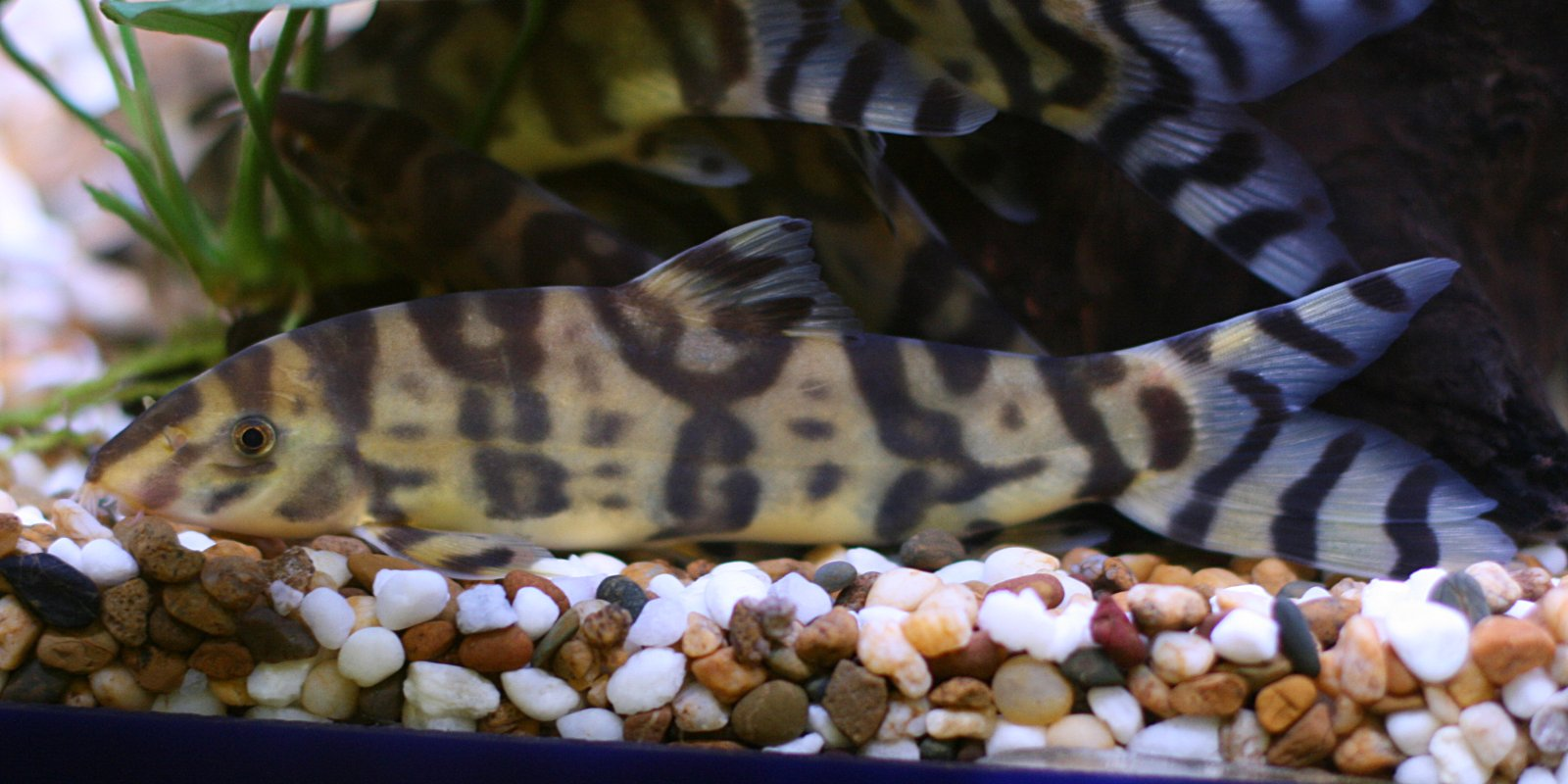
Botia histrionica

Бассейн реки Цзиньшацзян вмещает 229 видов рыб из 9 отрядов. 94 вида — эндемики бассейна Янцзы. Список ихтиофауны китайской части бассейна Меконга состоит из 173 видов и подвидов, распределённых по Тибетскому и Юньнань-Гуйчжоускому нагорьям. Бассейн Салуина в пределах Китая является домом для 85 аборигенных и 18 экзотических видов рыб.
Расщепобрюхие карповые (Schizothoracinae) — широко распространённое и приспособленное к экстремальным условиям Цинхай-Тибетского нагорья подсемейство карповых рыб. Маринки вместе с лжеосманами и рыбами рода Triplophysa доминируют в холодных водах верховий трёх упомянутых выше рек. Некоторые карповые, такие как Ptychobarbus chungtienensis, являются эндемиками отдельных высокогорных озёр. В «Красную книгу позвоночных Китая» включены: Schizothorax kozlovi, Herzensteinia microcephalus и другие виды рыб.
Ниже по течению крупных рек в Сино-Тибетских горах происходит смешение холодноводных рыб с теплолюбивой ихтиофауной Сино-Индийской области. Здесь водятся: речные угри, золотая рыбка, амурский вьюн, шистуры, боции (Botia histrionica), сомообразные родов Glyptothorax и Pseudecheneis, змееголовы (Channa gachua) и так далее. 
Бассейн Салуина в переходной зоне Тибетского нагорья, ниже по течению уезда Лушуй, характеризуется преобладанием рыб тропического происхождения, к которым относятся: Devario shanensis, Bangana devdevi,  Clarias fuscus и прочие виды. В реке Жуйли (бассейн Иравади) обнаружены пресноводные хвостоколы.

## Население
Население Сино-Тибетских гор имеет многонациональный состав. Наряду с китайцами (ханьцами), миграция которых в этот горный регион ускорилась начиная с эпохи Юань, здесь проживает несколько коренных этнических меньшинств, разговаривающих в основном на тибето-бирманских языках. 
Тибетские автономные округа на севере горной системы населяют тибетцы и цян. К югу от них живут народы: и, ну, дулуны, пуми и лису. Берега озера Лугуху являются родиной народности мосо, сохранившей первобытный матриархальный тип общественного строя.
Численность малых народов варьирует в переделах от нескольких тысяч до нескольких миллионов человек.

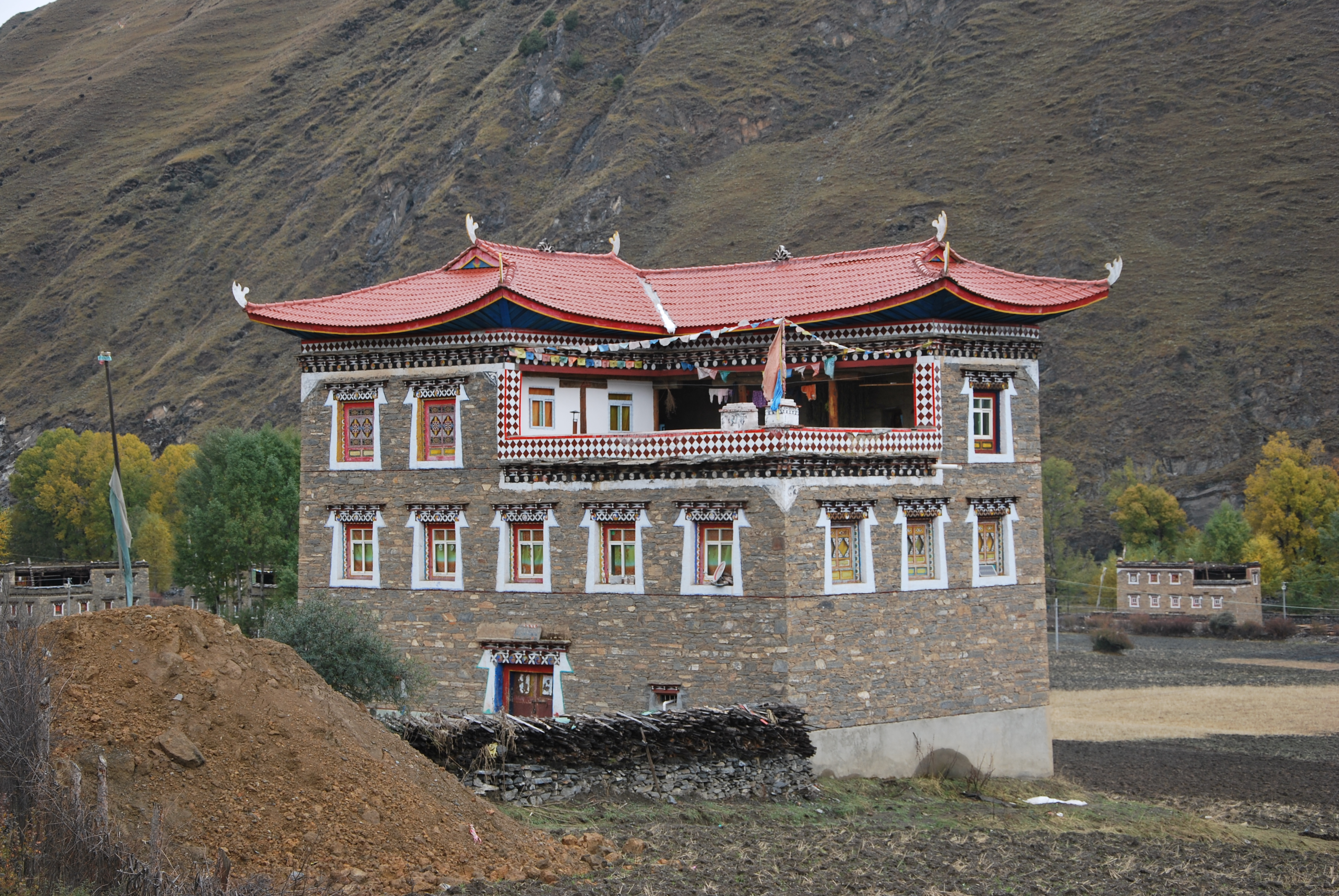
Тибетская деревня
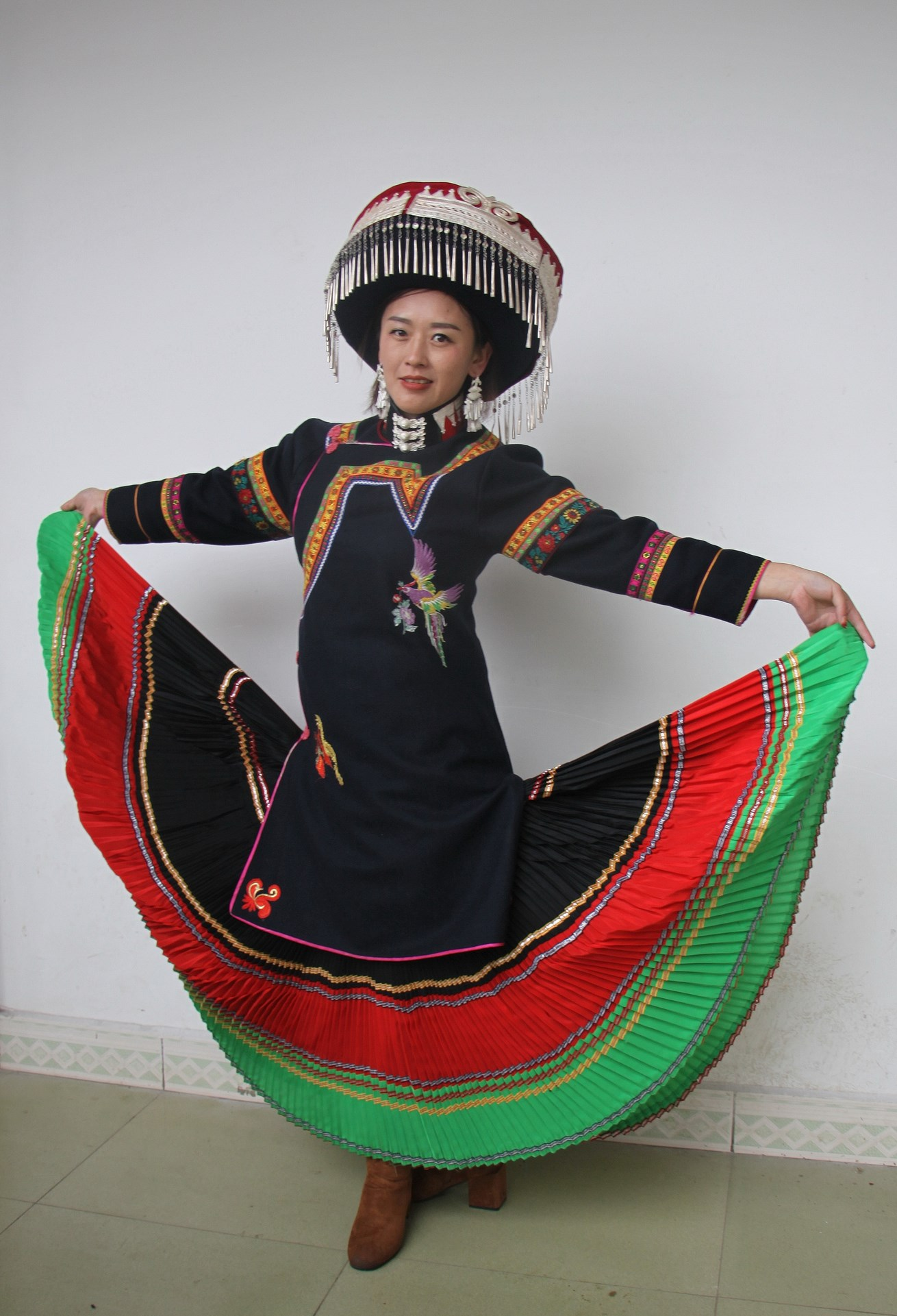
Женщина народа и в традиционной одежде
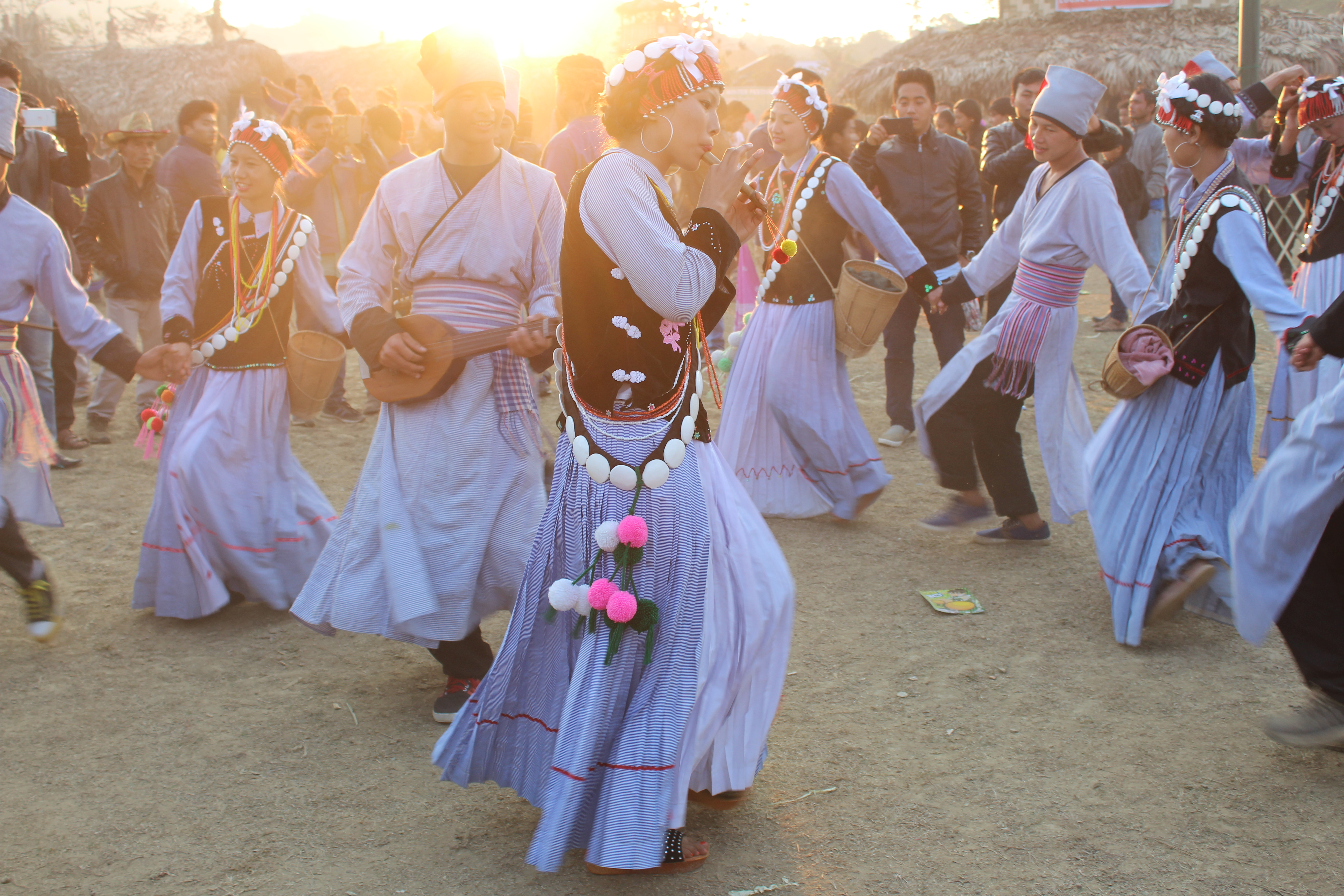
Танец народа лису
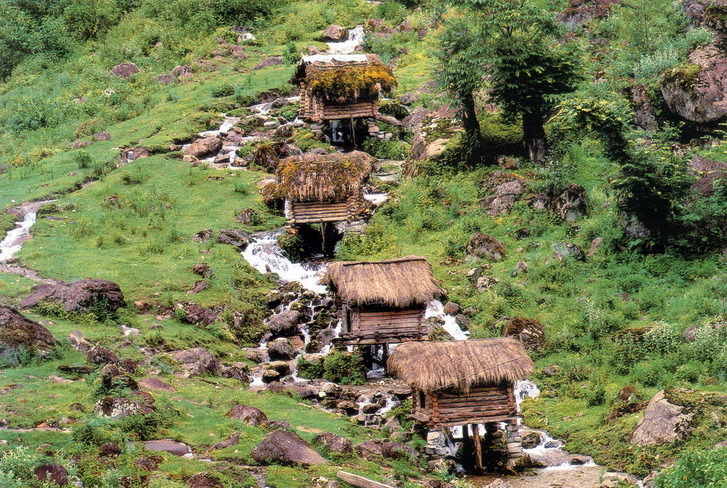
Поселение в Гуншань-Дулун-Нуском автономном уезде

## Объекты всемирного наследия

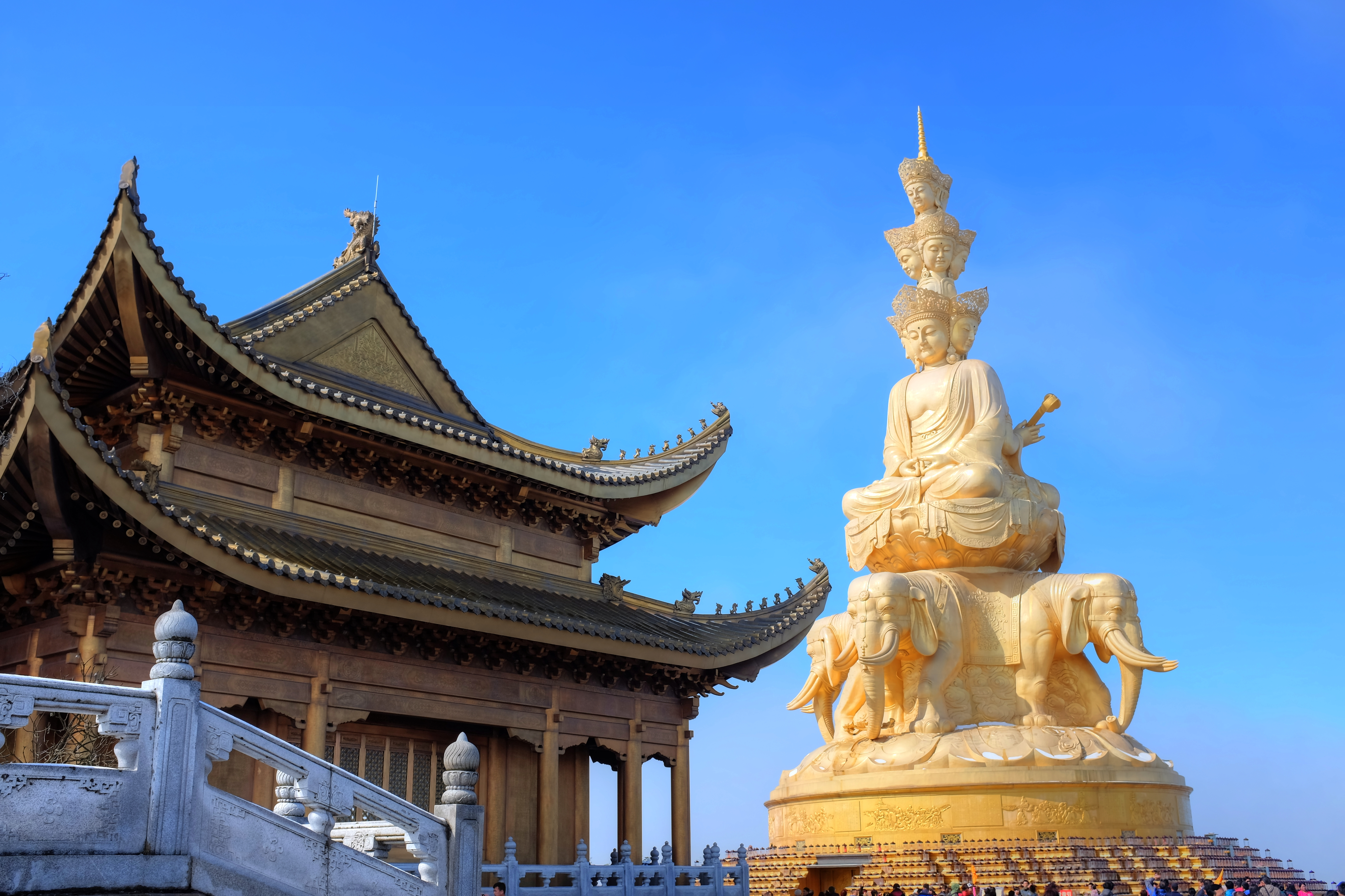
Эмэйшань

В Сино-Тибетских горах расположено несколько объектов всемирного наследия ЮНЕСКО: национальный парк «Три параллельные реки» в провинции Юньнань, старый город Лицзян, резерваты большой панды в провинции Сычуань, гора Цинчэншань и древняя оросительная система Дуцзянъянь, пейзажная достопримечательная зона Хуанлун, пейзажная достопримечательная зона Цзючжайгоу.
На спорной по причине несогласованности геологических и геоморфологических карт юго-восточной окраине Сычуаньских Альп находится гора Эмэйшань, образующая вместе со статуей «Большой Будда» в Лэшане ещё один объект всемирного наследия.  
В состав «Трёх параллельных рек» входит национальный парк Шангри-Ла, находящийся в одноимённом уезде. На территории «Трёх параллельных рек» расположены горы Мэйлисюэшань и Баймашань. Под тремя реками подразумеваются: Салуин, Меконг и Янцзы (самая длинная река в Евразии). Янцзы проделала себе путь через ущелье Прыгающего тигра.
Гора Цинчэншань является местом, где философ Чжан Лин разработал учение даосизма, превратив его в религию. В эпохи Цзинь и Тан на горе Цинчэншань возвели большое количество храмов, ставших духовным центром даосизма. По легенде, в эпоху Хань (I веке н. э.) на вершине горы Эмэйшань построили первый в империи буддийский храм, что впоследствии не подтвердилось, но тем не менее эта гора священна для буддистов.

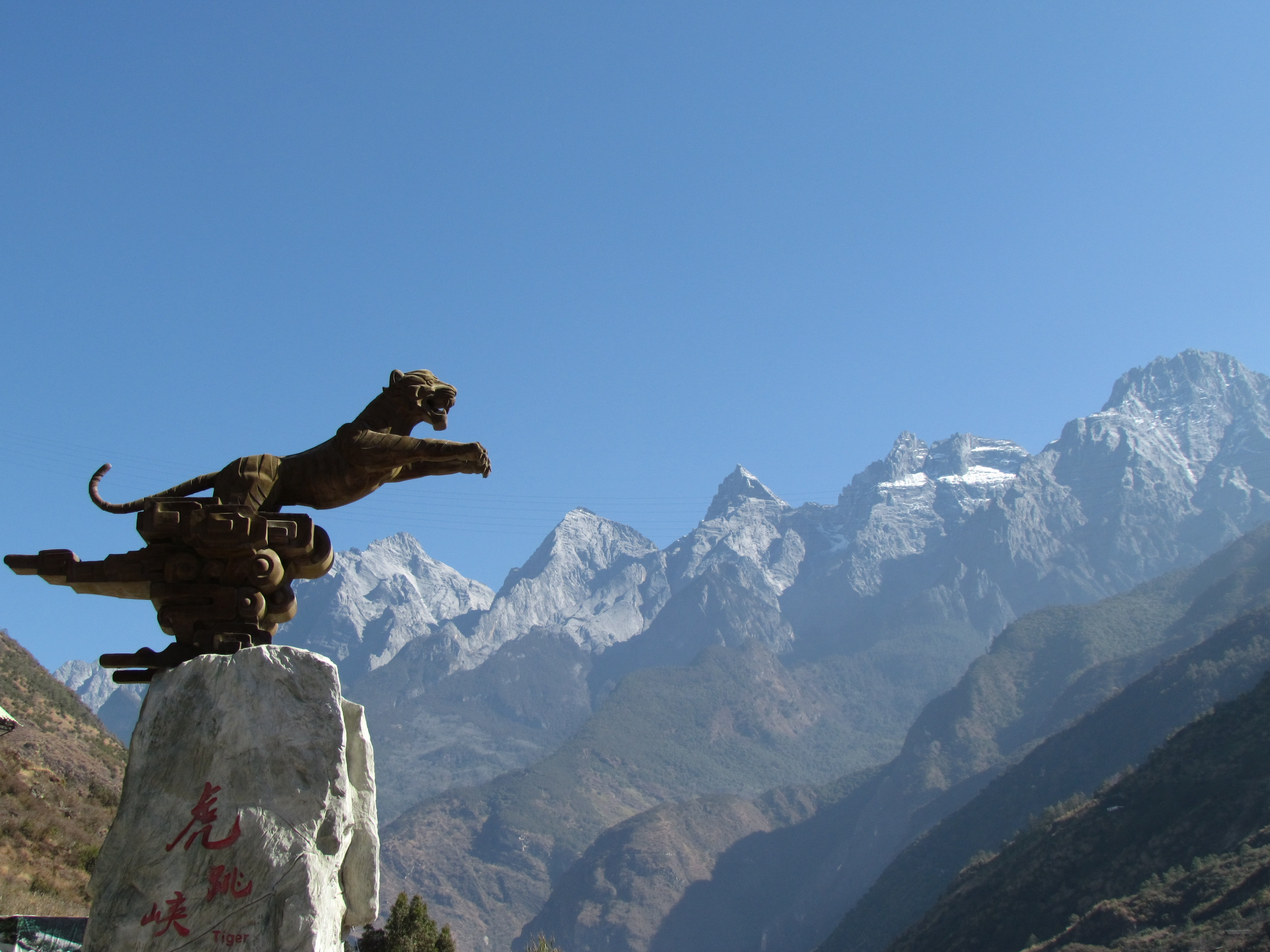
Ущелье Прыгающего тигра
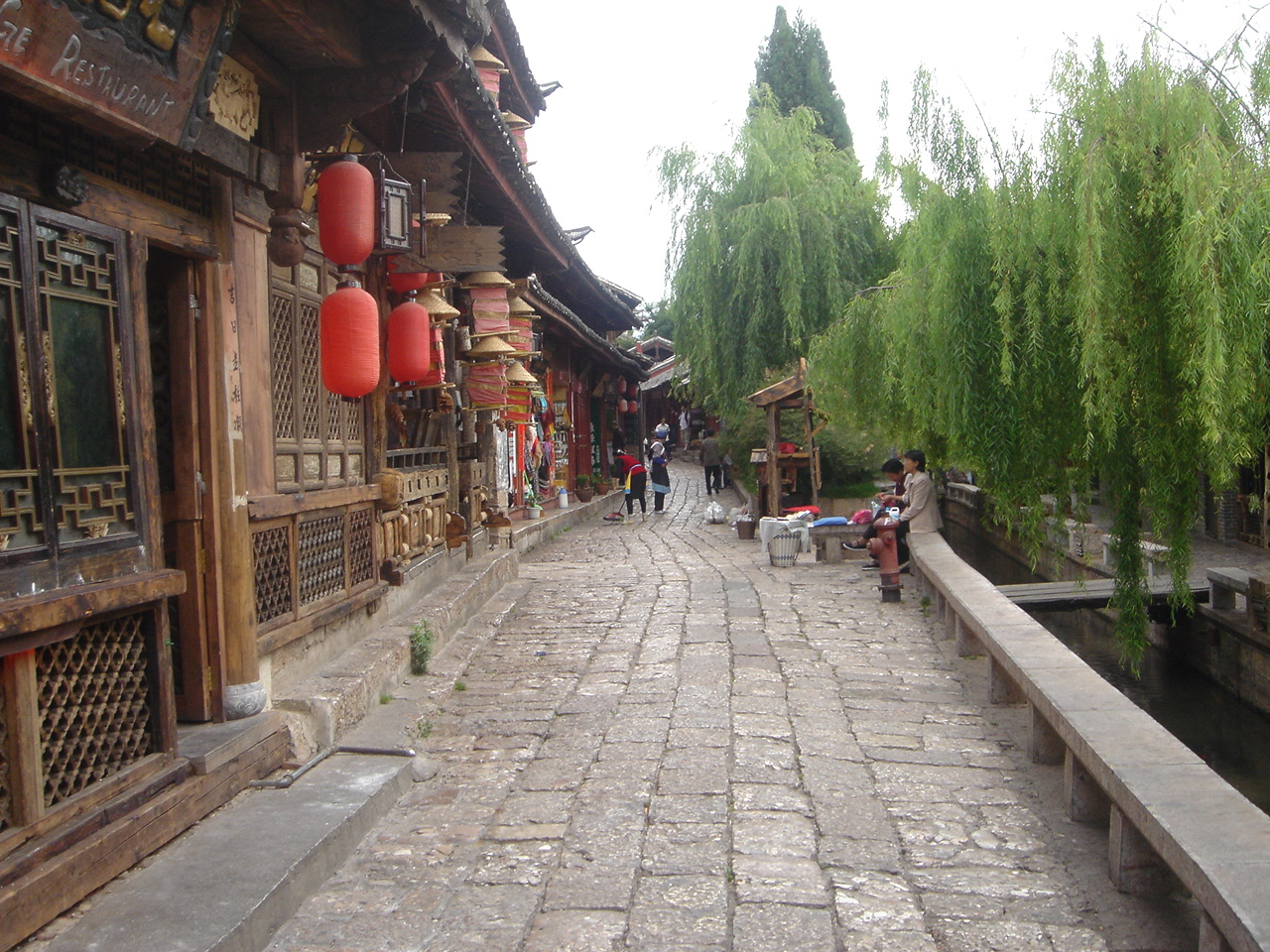
Старый город Лицзян
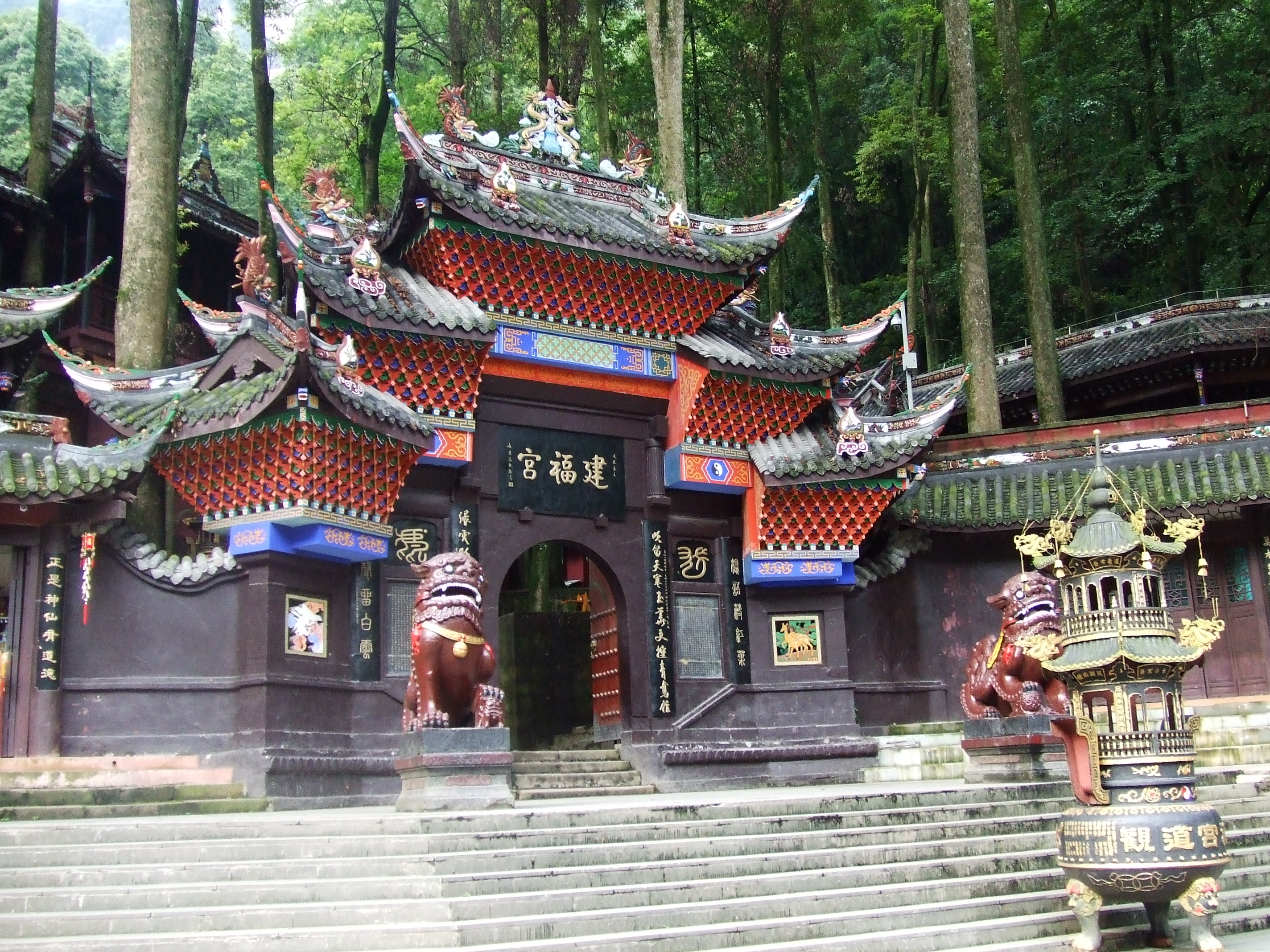
Гора Цинчэншань
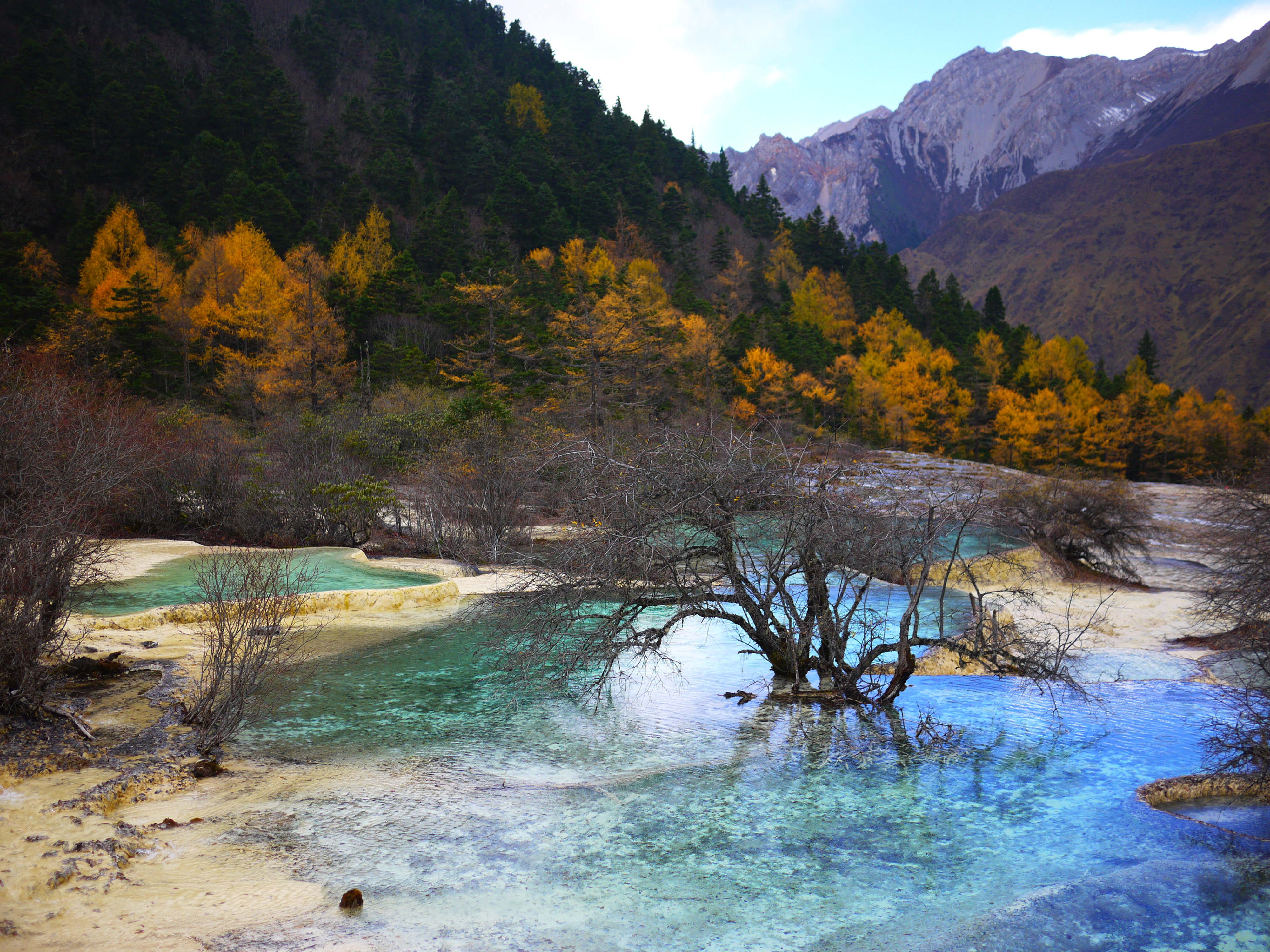
Хуанлун (хребет Миньшань)
Долина Цзючжайгоу

## Транспорт

### Космический и воздушный

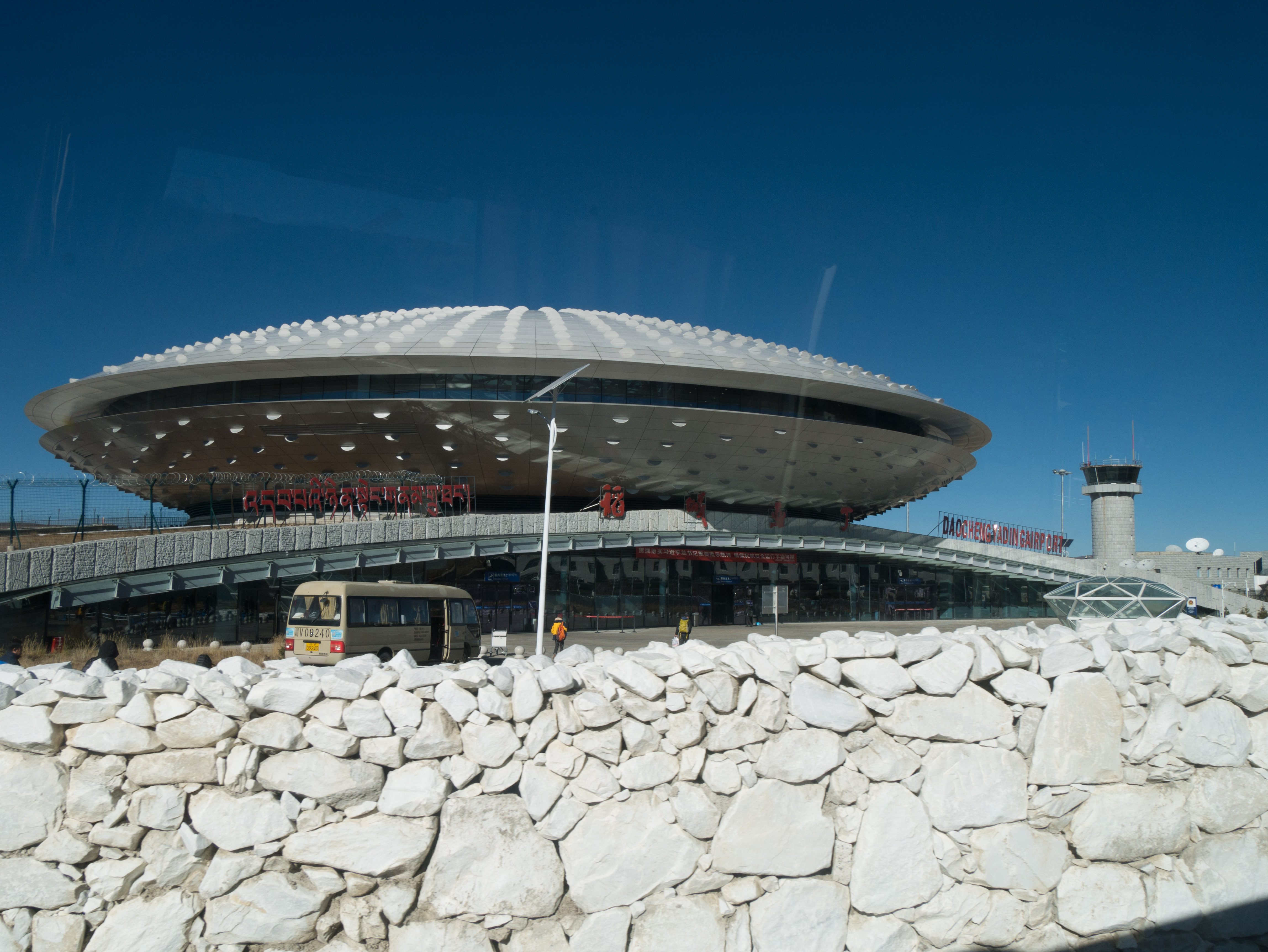
Аэропорт Даочэн Ядин

На переходе от общепризнанной территории Сино-Тибетских гор к Юньнань-Гуйчжоускому нагорью расположен Центр запусков спутников Сичан. Действующий с 1984 года коcмодром произвёл в феврале 2024 года юбилейный двухсотый запуск ракеты-носителя. Открывшийся на острове Хайнань новый космодром Вэньчан подчиняется центру запусков, находящемуся в Сичане. 
Благодаря охватившему Китай строительному буму, в Сино-Тибетских горах заработало не менее 10 новых аэропортов, один из которых (Даочэн Ядин) является самым высокогорным в мире. Данное утверждение будет верным, если исходить из широких взглядов на границы этой горной системы. Воздушные гавани соединены внутренними авиалиниями с международными аэропортами следующих городов: Пекина, Лхасы, Чэнду, Чунцина, Куньмина и прочих. Один из горных аэропортов построен рядом с космодромом Сичан. Второй аэропорт находится в городе Паньчжихуа. Третья воздушная гавань размещается в Лицзяне. Аэропорты Дицин Шангри-Ла, Нинлан Лугуху, Даочэн Ядин и Цзючжайгоу Хуанлун обслуживают популярные туристические маршруты. Остальные аэропорты повышают транспортную доступность Чамдо и Гардзе-Тибетского автономного округа.

### Наземный

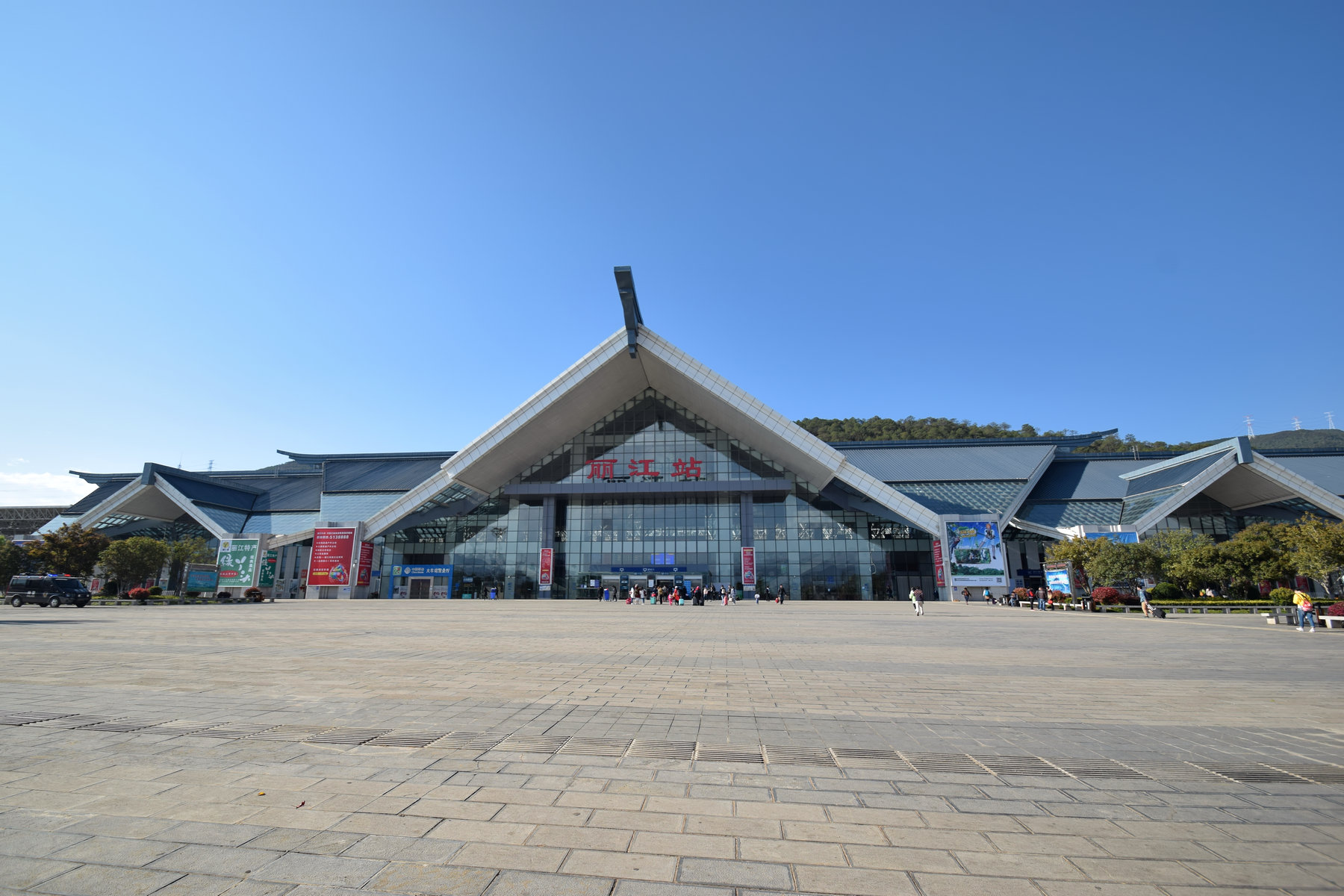
Вокзал Лицзяна

В 2022 году запущена скоростная железная дорога Чэнду — Куньмин, рассчитанная на движение поездов со скоростью до 160 км/ч. Новая дорога идёт через промышленный центр Паньчжихуа. Она проложена вдоль имеющейся обычной железной дороги. Одновременно строится сразу несколько новых скоростных и высокоскростных (140—200 км/ч) железных дорог:
- Куньмин — Лхаса (Юньнань — Тибетский автономный район);
- Чэнду — Лхаса (Сычуань — Тибетский автономный район);
- Чэнду — Синин (Сычуань — Цинхай).

Уже введены в эксплуатацию следующие участки этих дорог: от Куньмина до Шангри-Лы, от Чэнду до Яаня и от Чэнду до Маосяня. В 2023 году на дороге Чэнду — Лхаса пробурили туннель через гору Хабасюэшань.
Сино-Тибетские горы подключены к системе национальных и провинциальных шоссе, представляющих собой асфальтированные двухполосные автомобильные дороги. 
Не останавливаясь на достигнутом, Китай приступил к созданию скоростных автомагистралей с большей пропускной способностью. Была запущена новая автомагистраль G5 Пекин — Куньмин, отрезком которой является живописная автотрасса Яань — Сичан. Сдана в эксплуатацию трасса G42 Шанхай — Чэнду, затем началось строительство её продолжения и ответвлений: транстибетской скоростной автомагистрали G4218 Яань — Каргалык, менее протяжённой автотрассы G4217 Чэнду — Чамдо и автомагистрали G4216 Чэнду — Лицзян. После завершения этих проектов Тибетское нагорье будет связано с Шанхаем современными скоростными дорогами. Строящееся в долине реки Миньцзян шоссе G0611 ведёт в Цинхай к автотрассе G6 Пекин — Лхаса. Другими ответвлениями автомагистрали G6 являются дороги: G0613 Синин — Лицзян и G0615 Дэлинха — Кандин.

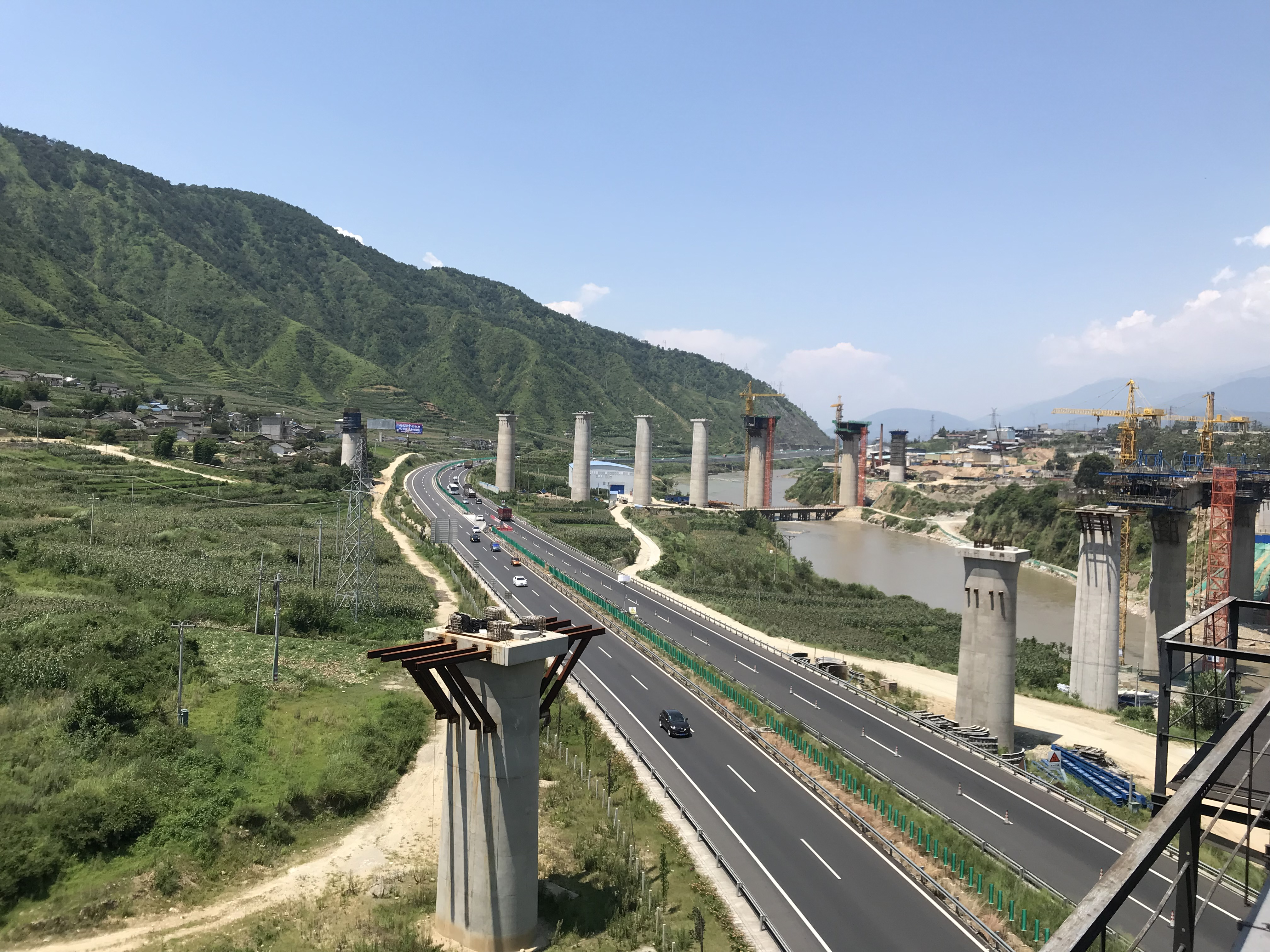
Автомагистраль G5 Пекин — Куньмин
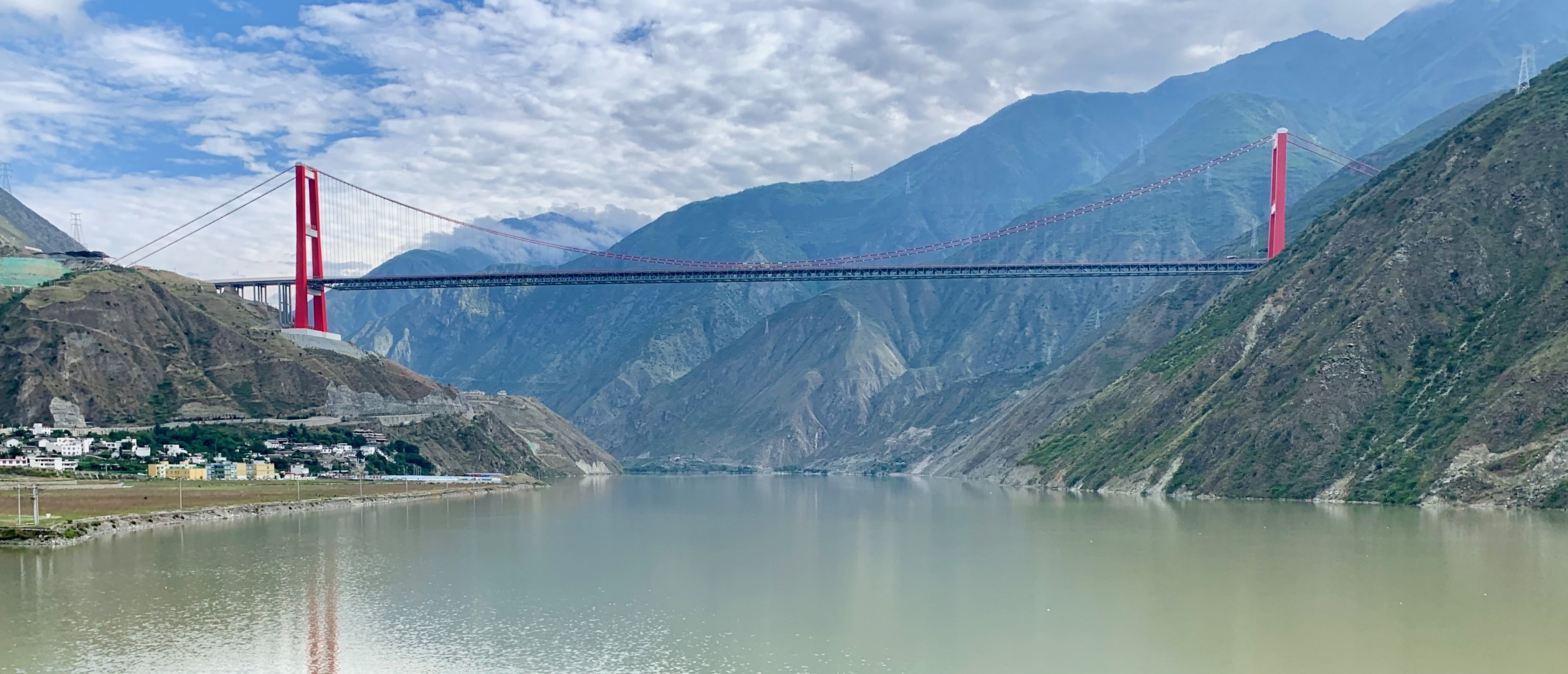
Мост через Дадухэ на трассе G4218